# Karl Bodmer

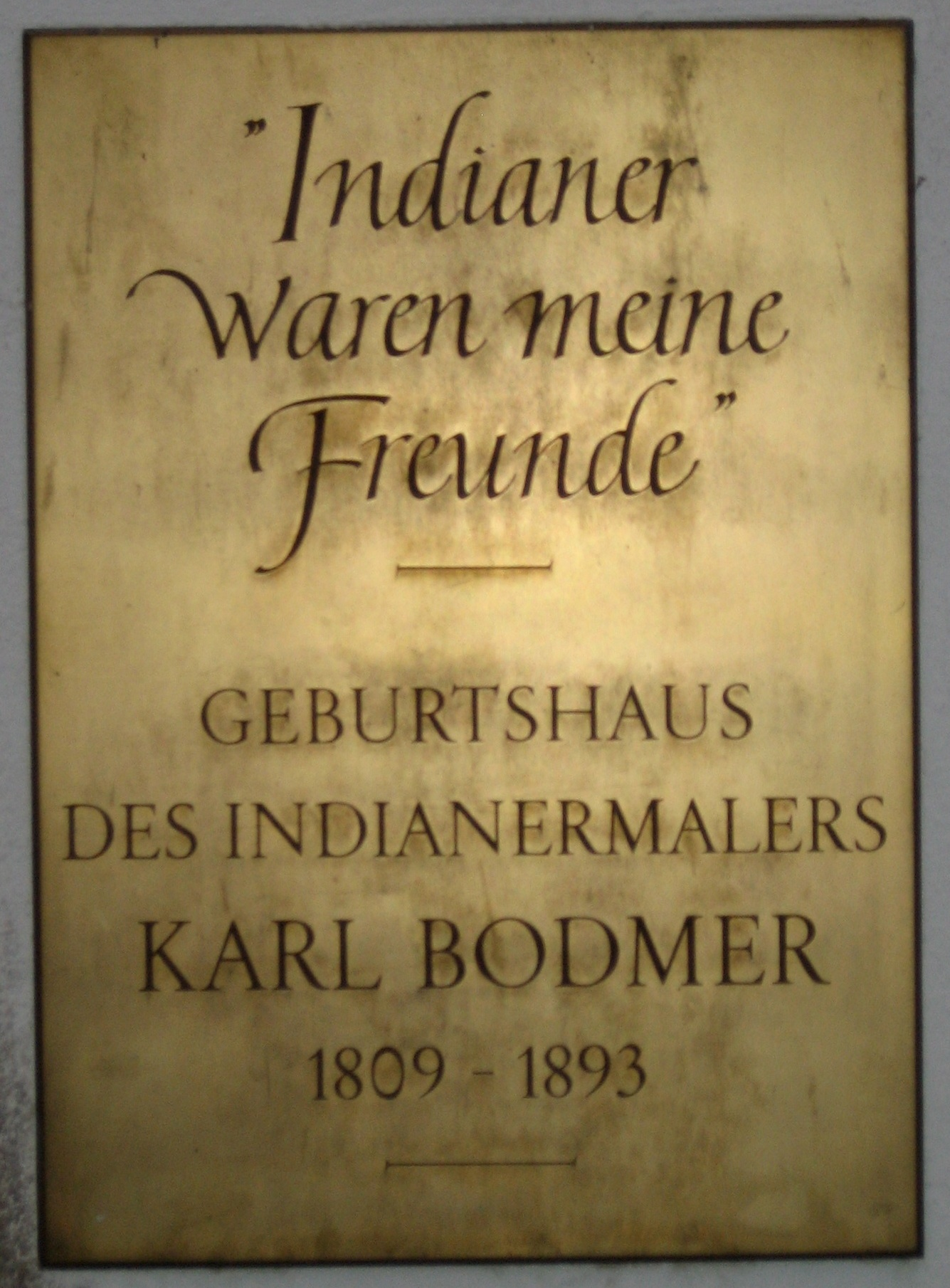
Tafel an Bodmers Geburtshaus in Zürich

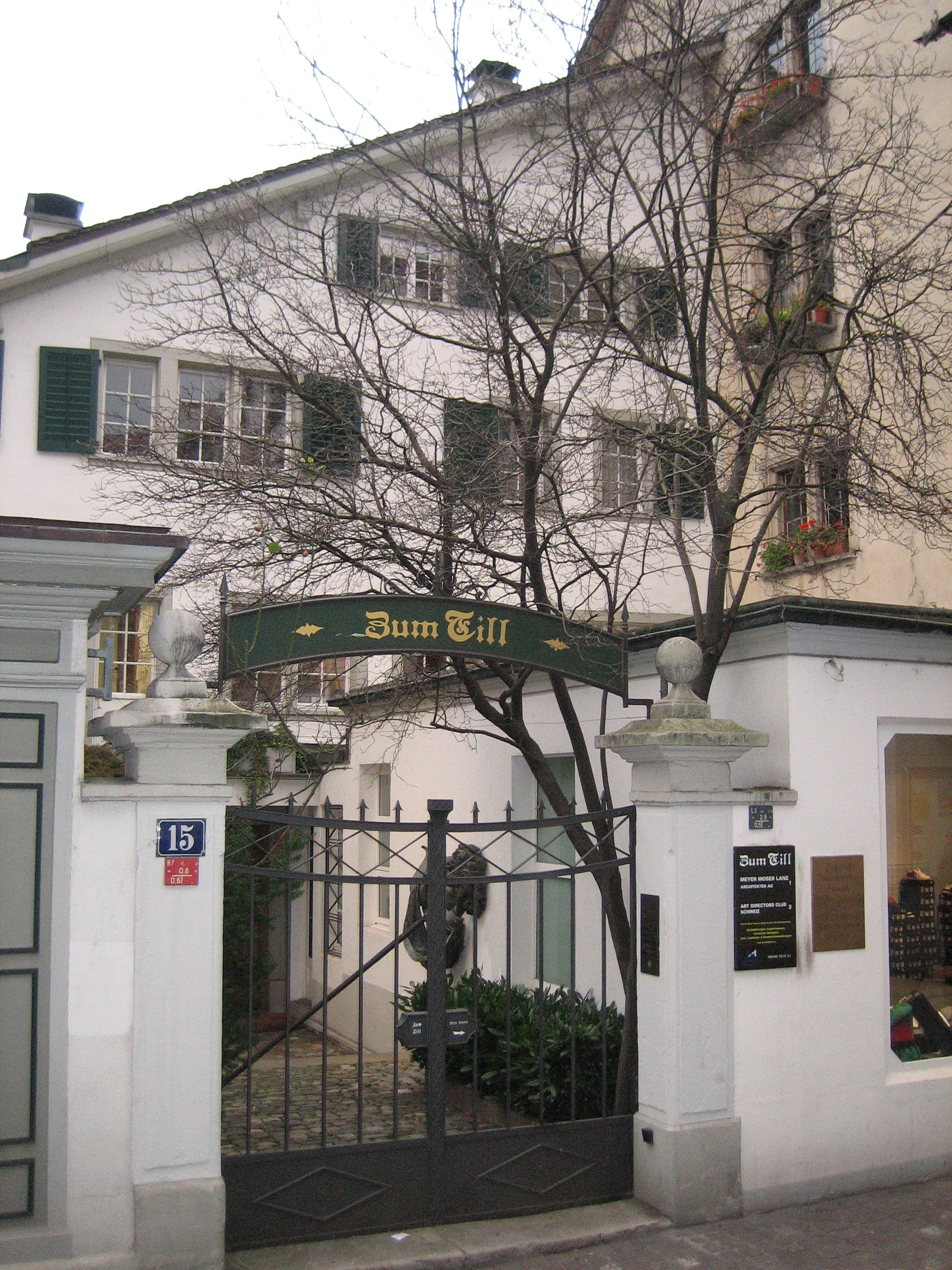
Bodmers Geburtshaus an der Oberdorfstrasse 15 in Zürich

Johann Carl Bodmer (* 11. Februar 1809 in Zürich; † 30. Oktober 1893 in Paris), Ritter der Ehrenlegion, war Grafiker, Radierer, Lithograf, Zinkstecher, Zeichner, Maler, Illustrator und Jäger. Ab etwa 1850 lautete sein Name Johann Karl Bodmer, abgekürzt und später in der Literatur allgemein gebräuchlich: Karl Bodmer. Als gebürtiger Schweizer nahm er 1843 die französische Staatsbürgerschaft an und nannte sich auch Jean-Charles Bodmer oder (ebenso wie sein Sohn Karl-Henry) Charles Bodmer; diese Namensgleichheit kann zu Verwechslungen zwischen Vater und Sohn führen. Als Signatur verwendete Karl Bodmer auch nach dem Jahr 1843 K Bodmer, während vermutlich sein Sohn Karl-Henry die Signatur Ch. Bodmer Barbizon benutzte.
Karl Bodmer wurde in Deutschland bekannt durch seine Aquarelle, Zeichnungen und Aquatinten der Städte und Landschaften des Rheins, der Mosel und der Lahn. In Frankreich werden seine Ölbilder mit Wald- und Tiermotiven und seine Kupferstiche, Zeichnungen und Buchillustrationen geschätzt, die er als Mitglied der Schule von Barbizon anfertigte.
Eine grosse Bedeutung für die Ethnologie haben seine von 1832 bis 1834 in Nordamerika gezeichneten und aquarellierten Indianer- und Landschaftsbilder, die sein Auftraggeber Prinz Maximilian zu Wied-Neuwied ab 1839 in dem Werk Reise in das innere Nord-America in den Jahren 1832 bis 1834 als kolorierte Aquatinten veröffentlichte. Sie zeigen den Wilden Westen zwar subjektiv, doch realitätsnah; dass seine Bilder Karl May beeinflusst haben, liegt nahe, ist aber völlig unbelegt.
Heute gehören Bodmers Bilder und die Reisebeschreibung von Maximilian zu Wied-Neuwied zu den wichtigsten Dokumenten über die untergegangenen Indianerkulturen in den Great Plains am Missouri River.
Die Druckplatten sowie 386 Zeichnungen und Aquarelle befinden sich zusammen mit dem schriftlichen Nachlass von Prinz Maximilian zu Wied-Neuwied in dem amerikanischen Joslyn Art Museum in Omaha (Nebraska). Eine weitere wichtige Sammlung wird in der Newberry Library Bodmer Collection in Chicago aufbewahrt.

## Leben und Werk

### Ausbildung als Schweizer Kleinmeister

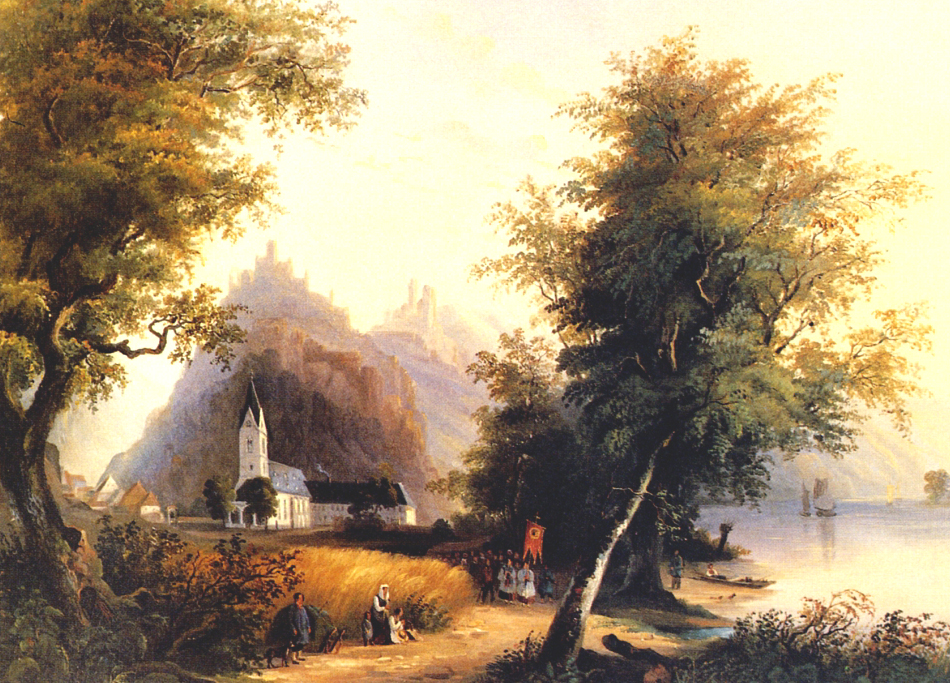
Ölgemälde Die feindlichen Brüder bei Bornhofen am Rhein mit Kloster und Dorfansicht von dem 21-jährigen Karl Bodmer, um 1830, Privatbesitz

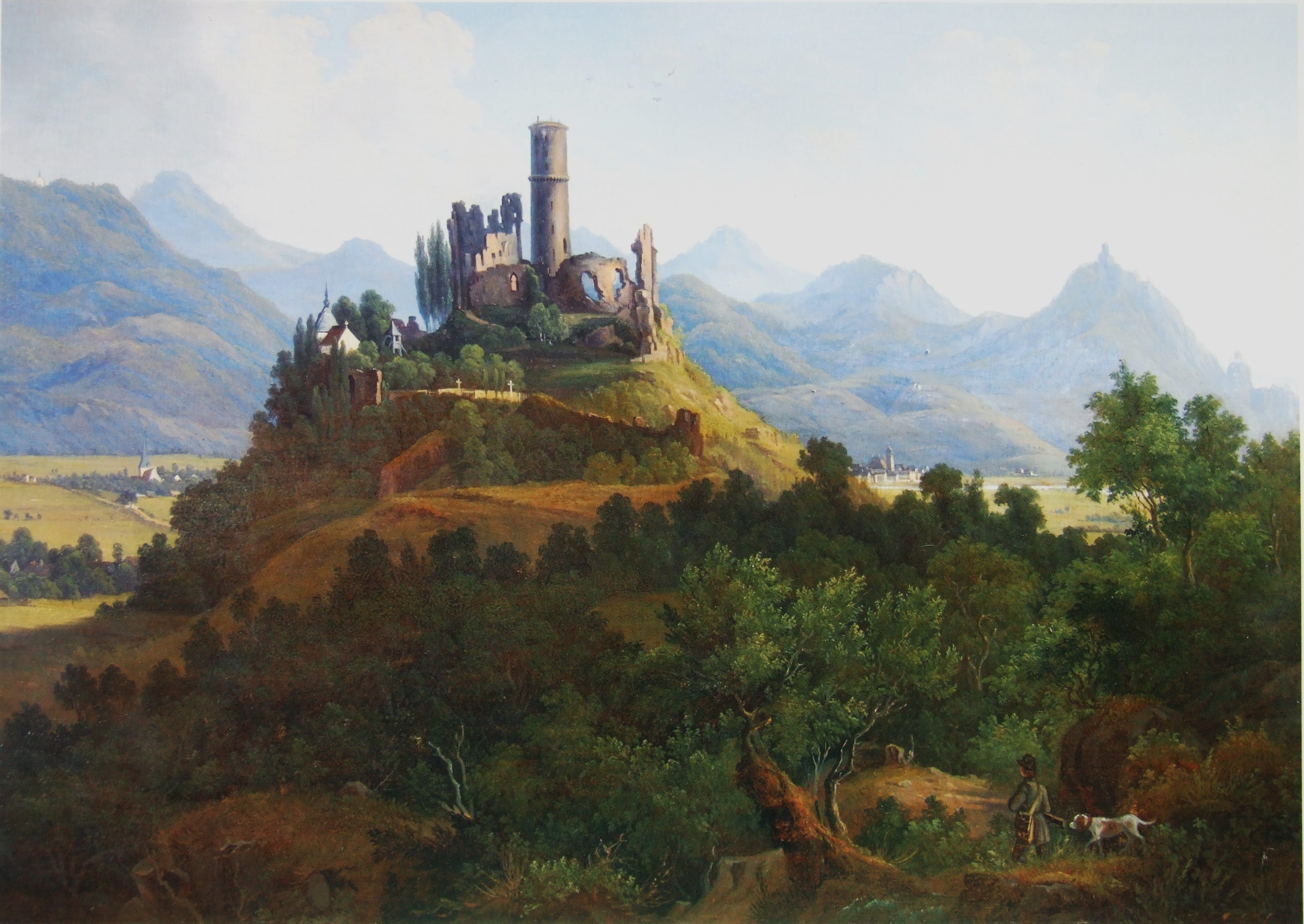
Ölgemälde Blick auf die Godesburg und das Siebengebirge, um 1836

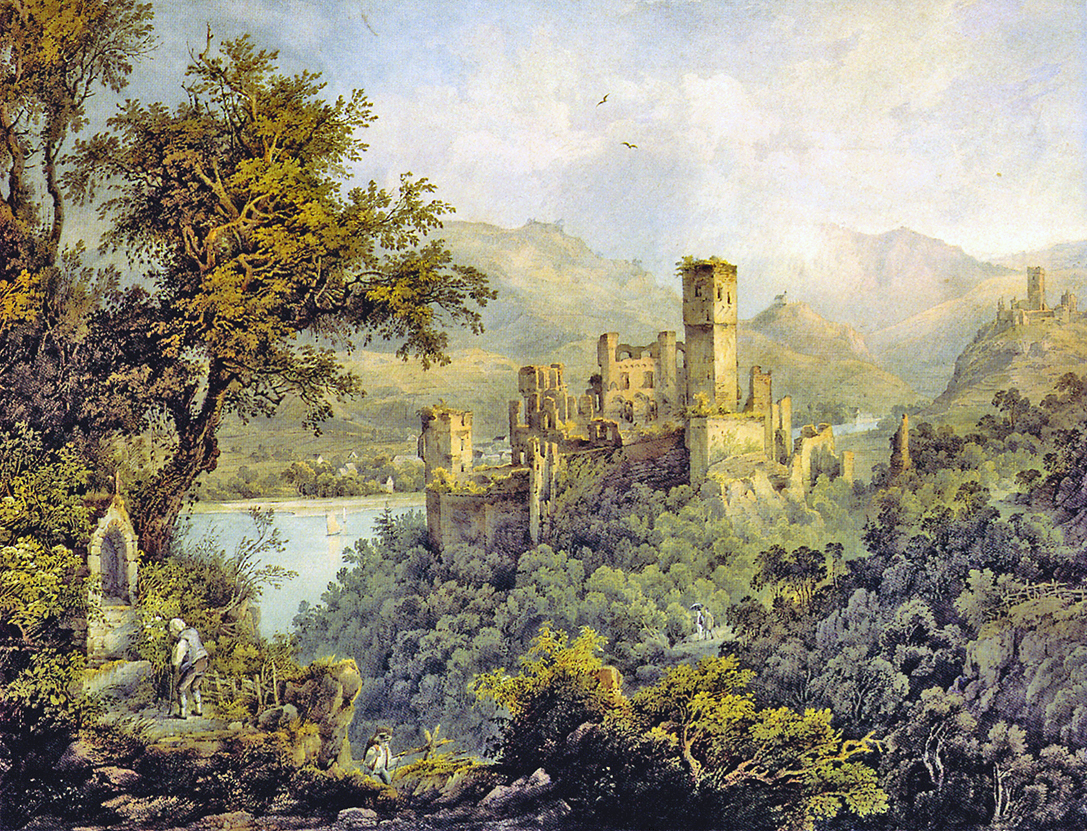
Burg Stolzenfels, im Hintergrund Burg Lahneck, Aquarell über Bleistiftvorzeichnung, 1836

Karl Bodmer wurde als fünftes Kind des Baumwollhändlers Heinrich Bodmer und seiner zweiten Frau Elisabeth geb. Meier in Zürich an der Oberdorfstrasse 15 im Haus zum Till geboren. Er wurde am Mittwoch, 15. Februar 1809, im Grossmünster getauft. Paten waren sein Onkel Johann Jakob Meyer aus Meilen und seine Tante Ester Bodmer geb. Meier aus Esslingen.
1811 zog die Familie Bodmer in das Nachbarhaus an der Oberdorfstrasse 17 und 1812 in das Haus am Rennweg 16. Karl Bodmer kam 1815 als Sechsjähriger in die Schule, in der damals lediglich Buchstabieren, Lesen, Beten, Schreiben, Singen und Rechnen unterrichtet wurden. Die wirtschaftliche Lage war während seiner Kindheit aufgrund der Napoleonischen Kriege schwierig, hinzu kamen Hungersnöte in ganz Europa durch das Jahr ohne Sommer 1816.
Im Alter von 13 Jahren begann Karl Bodmer, ebenso wie zuvor sein älterer Bruder Rudolf Bodmer (1805–1841), eine Ausbildung zum Radierer, Lithografen und Kupferstecher bei seinem Patenonkel Johann Jakob Meyer (* 4. März 1787; † 3. Dezember 1858).
Johann Jakob Meyer war ein angesehener und weitgereister Landschaftsmaler und Kupferstecher. Auf den Rat von David Hess gab er Unterricht in Malen und Zeichnen. Er hatte 1817 geheiratet und lebte seit Ostern 1819 in Zürich. Er gehörte zu den sogenannten Schweizer Kleinmeistern.
So wurden die Maler genannt, die ihre Landschafts- und Stadtmotive vor Ort in ihren Skizzenbüchern festhielten, um sie später in ihrer Werkstatt radieren zu lassen, und die ihre Veduten auf kleiner Leinwand in freier Natur malten und dann an wohlhabende Touristen verkauften. Daneben stellten die Kleinmeister auch Zeichnungen und Aquarelle her. In ihrer Werkstatt arbeiteten Lehrlinge und Gesellen, die von der Vorlage ihres Meisters einen Stich oder eine Aquatinta anfertigten, ausdruckten, kolorierten und an Sammler verkauften, so wie Karl und Rudolf das bei ihrem Onkel taten. Die Kleinmeister machten auf ihrer Suche nach Motiven auch Kunstreisen in die Alpen. Auf einer solchen Kunstreise lernte Karl Bodmer die Kleinmeister Gabriel und Mathias Lory sowie Johann Jakob Wetzel kennen.
Im Jahr 1824 zog seine Familie aus Zürich in den damaligen Vorort Riesbach um. Karl und Rudolf Bodmer wohnten dort unter der Adresse Hof 77 in einem Doppelhaus an der Südstrasse 6 und 10. Hans Läng vermutet, dass auch die Familie bis Mai 1826 in einem der beiden Häuser gewohnt hat. 1825 wurde Karl Bodmer als Sechzehnjähriger konfirmiert. Nun machten sich die beiden Brüder Karl und Rudolf selbständig und verdienten ihren Lebensunterhalt durch Gravieren von Veduten und Vignetten für den Verlag F. S. Füssli in Zürich. 50 kolorierte Aquatinten wurden dort 1828 und in weiteren Auflagen 1829 und 1831 mit einem achtseitigen Begleitheft unter dem folgenden Titel veröffentlicht: Promenade Pittoresque par les lieux les plus intéressants de la Suisse et des pays limitrophes composée de cinquante vues en miniature. Dessinées et cravées par C. Bodmer, S. Corrodi & R. Bodmer. Auch in dieser Zeit beriet Johann Jakob Meyer seine Neffen und begleitete sie bei der Suche nach lohnenden Motiven für ihre Veduten und Vignetten.
Im Jahr 1828 entschloss sich Karl Bodmer, auf Wanderschaft zu gehen und sein Glück in Koblenz zu versuchen, weil die Touristen Rhein und Mosel als Ausflugsziel entdeckt hatten und ihre Lieblingsansichten als Radierung oder Ölgemälde nach Hause mitnehmen wollten (Rheinromantik). Rudolf zog am 14. Oktober 1828 nach Zürich und richtete sich in seiner Wohnung an der Oberdorfstrasse 2 ein Atelier ein, in dem er bis zu seinem Tod am 6. September 1841 auch für seinen Bruder Karl tätig war.

### Karl Bodmer in Koblenz

#### Malerische Ansichten der Mosel, des Rheins und der Lahn

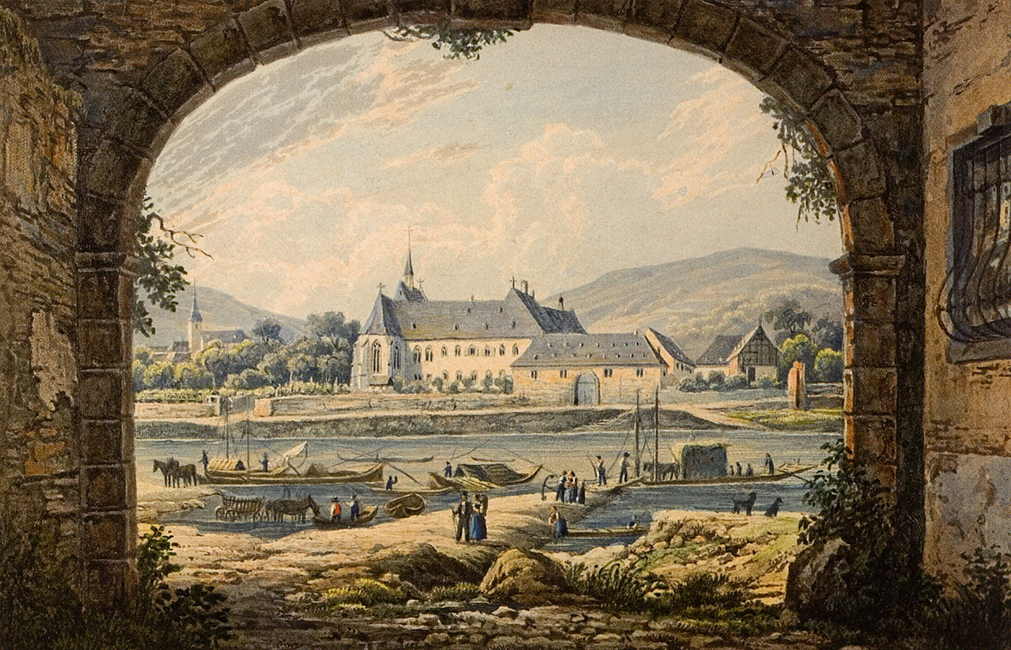
Cusanusstift in Bernkastel-Kues. Aquatinta von F. Hegi nach einer Vorlage von Karl Bodmer. Hier wurde die schwarzweisse Aquatinta von Bodmer oder einem Angestellten der Firma Hölscher koloriert.

1828 verliess Karl Bodmer mit 19 Jahren die Schweiz und wanderte über Basel rheinabwärts nach Koblenz. Er aquarellierte und zeichnete etwa 60 Veduten von Stadtansichten und romantischen Rhein- und Mosellandschaften; sein Bruder Rudolf in Zürich oder ein Verlagsangestellter der Firma Hölscher in Koblenz fertigten davon Kupferstiche in Aquatinta-Technik an; der Verleger und Buchhändler Jakob Hölscher in Koblenz gab sie zunächst 1831 als Einzelbilder heraus. Die unsignierten Aquarelle und Tuschzeichnungen von Karl Bodmer, die als Vorlage für die Aquatinten und deren Kolorierung dienten, blieben im Besitz des Verlages Hölscher. Vier von ihnen kamen später in das Mittelrhein-Museum Koblenz. Es folgte ein Album mit 24 losen Blättern unter dem Titel: Malerische Ansichten der Mosel von Trier bis Coblenz. Nach der Natur gezeichnet von C. Bodmer. In acqua tinta geätzt von R. Bodmer. Durch diese für Touristen und Sammler gefertigten Landschafts- und Städteansichten wurde der in der Nähe von Koblenz wohnende Prinz Maximilian zu Wied-Neuwied auf Karl Bodmer aufmerksam.
1831 bis 1833 folgte im Verlag Hölscher ein erweitertes Album mit 30 losen Blättern unter dem Titel Das Moselthal von Trier bis Coblenz. In malerischen Ansichten, nach der Natur gezeichnet von C. Bodmer, in acqua tinta geätzt von R. Bodmer. Die Blätter erschienen in drei Ausführungen zu unterschiedlichen Preisen: in Aquatinta, in Color und fein gemalt. Die Formulierung fein gemalt weist darauf hin, dass neben der unkolorierten und der kolorierten Aquatinta ein Aquarell vom gleichen Motiv in gleicher Größe angeboten wurde. Da bereits die von Karl Bodmer für den Verlag J. Hölscher angefertigten Aquarelle, die als Vorlagen dienen sollten, nicht datiert und signiert waren, ist es bei diesen verkauften fein gemalten Aquarellen wegen der ebenfalls fehlenden Signierung und Datierung schwierig festzustellen, ob sie von Karl Bodmer oder von einem anderen Maler in der Werkstatt des Verlages J. Hölscher gemalt wurden.

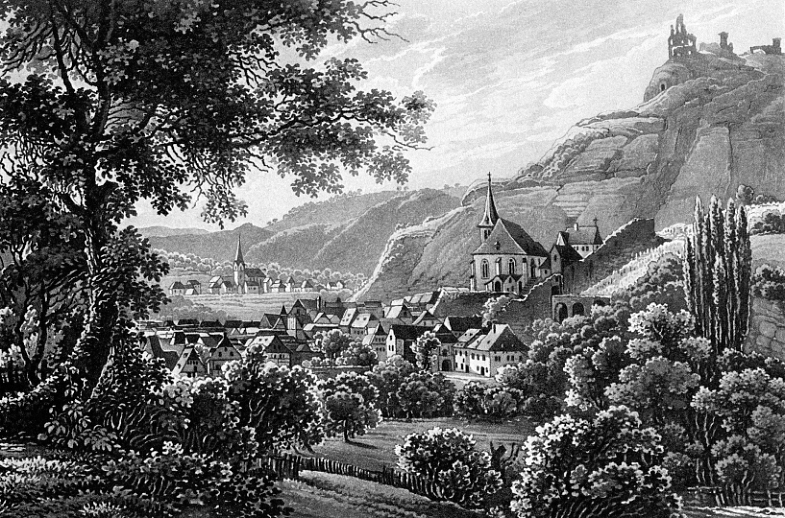
Die Stadt Traben-Trarbach und die Grevenburg an der Mosel; ein Beispiel für die unkolorierten Aquatinten, die Bodmer ab 1831 bei Hölscher in Koblenz herausgab.

Dieses Album enthielt nur einen kurzen erläuternden Text. Bodmer achtete darauf, dass seine in diesem Loseblattalbum veröffentlichten Veduten auch als Illustrationen in literarischen Reisetagebüchern erschienen, die den Touristen zur Vorbereitung ihrer Reise dienten. Zunächst kamen im Jahr 1836 seine Moselansichten zusammen mit einem umfangreichen Text als Buchausgabe heraus: L.K.E. Seidler: Das Moselthal zwischen Coblenz und Trier. Als erläuternde Zugabe zu Bodmer’s malerischen Ansichten der Mosel. qu. 4., Hölscher, Koblenz 1836.
1841 erschienen Malerische Ansichten der Mosel in 30 Blättern, gezeichnet von Carl Bodmer und gestochen von Rudolph Bodmer, Hegy und anderen gr. 4. in drei Ausfertigungen: Aquatinta, coloriert oder fein gemalt im Verlag Hölscher in Koblenz ohne Jahresangabe.
Ebenfalls 1841 veröffentlichte Hölscher das Buch Die Mosel und ihre nächsten Umgebungen von Metz bis Coblenz; historisch-topographisch mit einem Text von Otto von Czarnowsky und 32 Blättern von Karl Bodmer. Der Text lehnt sich stark an die 1831 von dem Koblenzer Professor Johann August Klein (1778–1831) und 1837 von Christian von Stramberg (1785–1868) publizierten literarischen Reisetagebücher an. Die Kupferstecher dieser 32 Blätter waren neben Rudolf Bodmer F. Hegi, G. L. von Kress und Ruff. Die räumliche Tiefenwirkung der Bilder wurde im Kupferstichverfahren durch die zusätzliche Aquatintatechnik erhöht: nachdem der Kupferstecher die Linien in die Kupferplatte eingeritzt hatte, gab er die Flächen durch unterschiedlich starkes Ätzen in verschiedener Helligkeit wieder.
Außerdem veröffentlichte Karl Bodmer folgende Blätter mit romantischen Ansichten des Rheins, der Ems und der Lahn:
- Panorama von Trier und dessen Umgebungen, nach der Natur gezeichnet von Carl Bodmer, in Aquatinta von Rudolph Bodmer, coloriert oder in Gouache gemalt, 50 × 10½ Zoll. Verlag Hölscher, Koblenz 1833/1834.[6]
- Rheinlandschaften Koblenz o. J. (1836 oder früher)

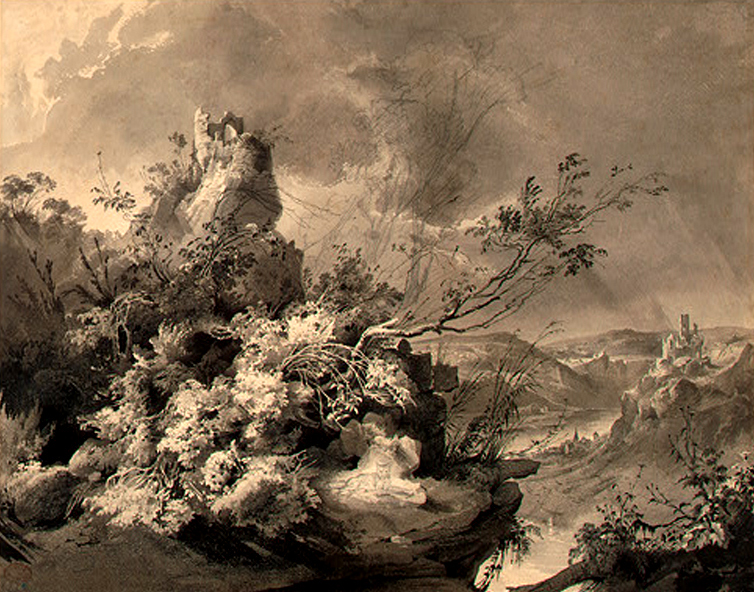
Burgruinen am Rhein. Feder- und Bleistiftzeichnung, um 1835, National Gallery of Art, Washington D.C.

- Malerische Ansichten des Rheins und der Lahn. Nach der Natur gezeichnet von Carl Bodmer und gestochen von den vorzüglichsten Künstlern Deutschlands und Frankreichs. Verlag Hölscher, Koblenz ohne Jahresangabe (1836–1837 erschienen). 1. Serie in 12 Blättern 16½ × 11½ Zoll in vier Ausfertigungen: Normalpapier, Chinesisches Papier, coloriert oder gemalt. 2. Serie in 6 Blättern, gezeichnet von Carl Bodmer, Johann Jakob Siegmund, Ro(h)rdorf und Geibel in drei Ausfertigungen: Aquatinta, coloriert oder gemalt. Karl Bodmer fertigte hierfür als Vorlage Aquarelle und Tuschzeichnungen an.[7]
- Koblenz und seine Umgebungen in acht treu nach der Natur aufgenommenen Blättern von Carl Bodmer und Siegmund. In Aquatinta gestochen von Rudolph Bodmer, Martens und Vogel. Verlag Hölscher, Koblenz ohne Jahresangabe.
- Ansicht von Coblenz. Nach der Natur von C. Bodmer, in aquatinta geätzt von Salathé. Verlag Hölscher, Koblenz ohne Jahresangabe (vor 1842).
- Rhein-Ansichten, nach der Natur gezeichnet von Carl Bodmer, A. Di(e)tzler und F. Massau, in Aquatinta von Rudolph Bodmer, Hegi u. a. in 14 Blättern in drei Ausfertigungen: Normalpapier, Chinesisches Papier oder coloriert. Verlag F. C. Eisen, Köln ohne Jahresangabe.
- Sechs Ansichten vom Rhein, nach der Natur von Karl Bodmer, gestochen von Rudolf Bodmer. Verlag F. C. Eisen, Köln 1837.
- Panorama von Coblenz und seinen Umgebungen, aufgenommen auf der Pfaffendorfer Höhe von Carl Bodmer, in Aquatinta sauber geätzt von Rudolf Bodmer, 3½ rheinländische Fuss lang, ½Fuss hoch in zwei Ausfertigungen: Aquatinta oder ausgemalt. Bädeker Verlag, Koblenz ohne Jahresangabe (zwischen 1832 und 1837).[6]
- Souvenirs d’Ems. Zwölf malerische Ansichten von Ems und der Umgebung nach der Natur gezeichnet von Carl Bodmer in zwei Ausfertigungen: in Umrissen oder lithografisch ausgeführt. Bädeker Verlag, Koblenz ohne Jahresangabe.

#### Die Reise nach Nordamerika

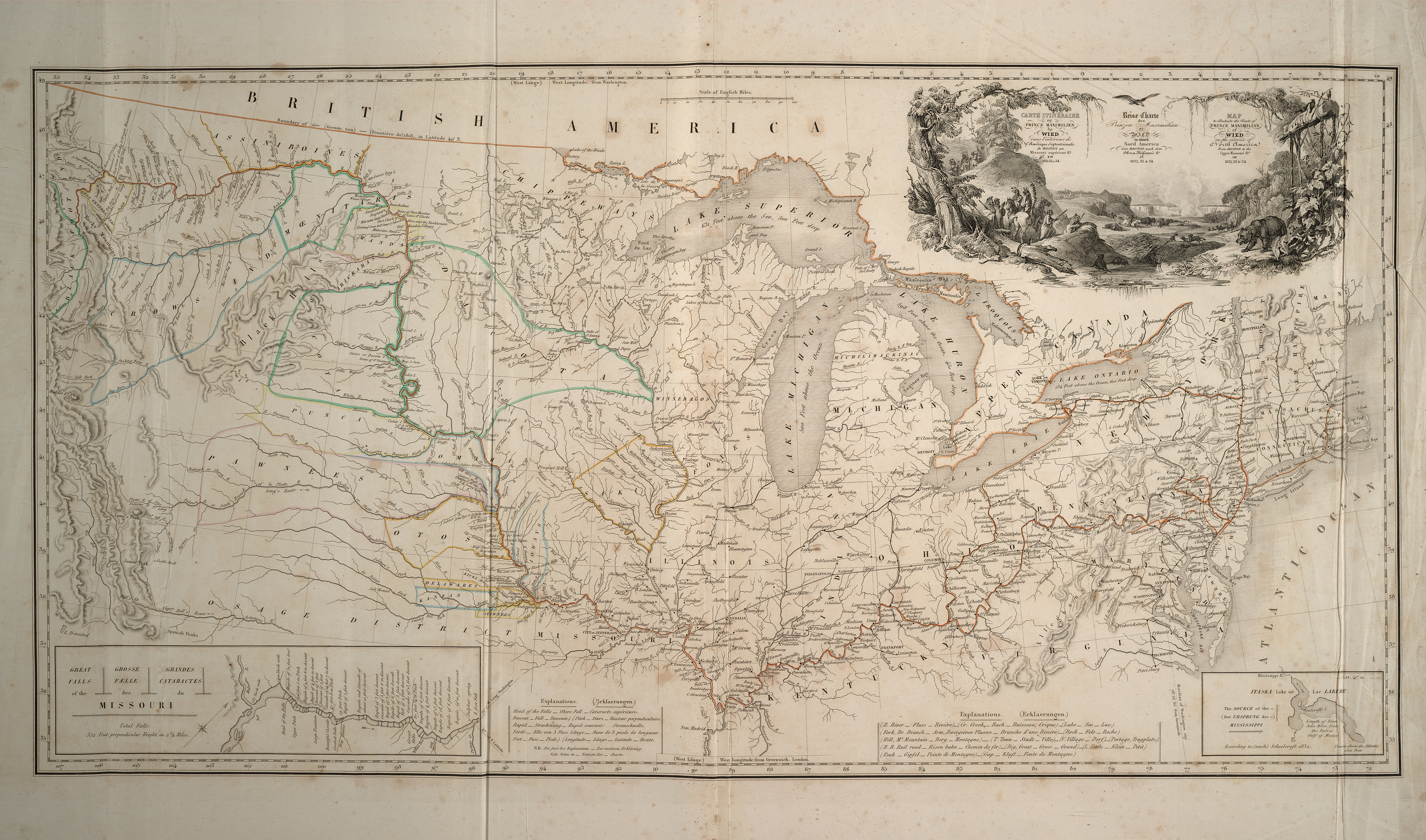
Die Reiseroute von Maximilian zu Wied-Neuwied in den Jahren 1832 bis 1834 in Nordamerika ist mit roter Farbe eingetragen, Orange markiert Grenzverläufe.

Als Prinz Maximilian zu Wied-Neuwied die Reise nach Nordamerika plante, nahm er Karl Bodmer 1832 als Jäger und wissenschaftlichen Zeichner mit der Zielsetzung unter Vertrag, dass er Land und Leute sowie Flora und Fauna mit grösstmöglicher Genauigkeit im Bild dokumentiere.
Der Prinz verlangte die Besitzrechte der auf der Reise anzufertigenden Aquarelle und Skizzen bis auf zwölf Exemplare, die in Karl Bodmers Besitz übergehen sollten, und übernahm die Verpflichtung, Karl Bodmer Geld für Fahrt und Logis sowie 45 Taler im Monat zu zahlen. Die Bilder von Karl Bodmer sollten die Lebenswelt der indianischen Bevölkerung in Nordamerika dokumentieren, bevor ihre einzigartige Kultur für immer verloren ging.
Am 7. Mai 1832 verließen sie zusammen mit dem Hofjäger und Präparator David Dreidoppel das Schloss in Neuwied und reisten am 17. Mai von Hellevoetsluis bei Rotterdam aus mit einem amerikanischen Schiff nach Boston, wo sie am Independence Day, dem 4. Juli, an Land gingen.

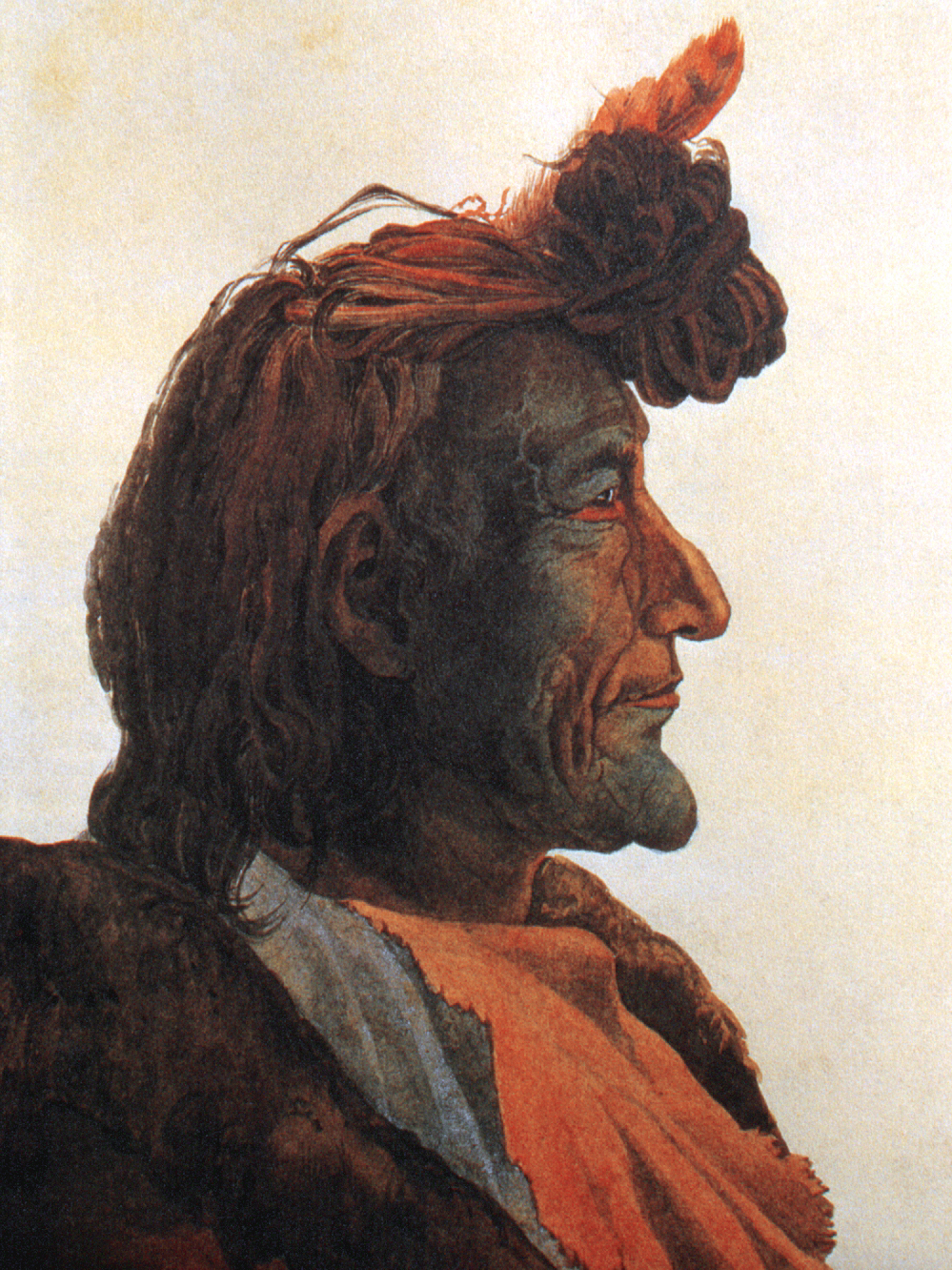
Der Piegan-Blackfoot-Indianer Pioch-Kiäiu. Detail aus dem Aquarell vom 21. August 1833.

Unglücklicherweise wütete in dieser Zeit in Nordamerika die Cholera, die für die Reisenden eine ständige Bedrohung war. Die Expedition, die 28 Monate dauerte, führte zunächst von Boston über New York City und Philadelphia nach Pennsylvania zu den Niederlassungen der Mährischen Brüder in Nazareth, Gnadenhütten und Bethlehem, wo sich Karl Bodmer während einer Jagdexkursion bei dem Zerspringen seines Gewehres schwer verwundete.
Während der Weiterreise den Ohio River entlang besuchten sie nordwestlich von Pittsburgh (Pennsylvania) die deutsche Siedlung Economy (heute das Old Economy Village in Ambridge) von Johann Georg Rapp und seiner Harmony Society. Am 19. Oktober 1832 erreichten sie New Harmony in Indiana, wo sie überwinterten und die Stadt und ihre Umgebung erforschten. Ihre Hoffnung, dort Indianer anzutreffen, erfüllte sich nicht.
Maximilian zu Wied-Neuwied war zwei Monate bettlägerig, er musste seine Cholera auskurieren. Er nutzte den Aufenthalt in New Harmony zur Erforschung der nordamerikanischen Fauna und Flora und zu Gesprächen mit den hier ansässigen Wissenschaftlern Thomas Say und Charles Alexandre Lesueur. Da Maximilian zu Wied-Neuwied eine Reise in das noch von Indianern bewohnte Gebiet westlich des Mississippi plante, war er interessiert an den wissenschaftlichen Ergebnissen der Forschungsreise, die Thomas Say in den Jahren 1819 bis 1820 vom Mississippi bis in die Rocky Mountains gemacht hatte.

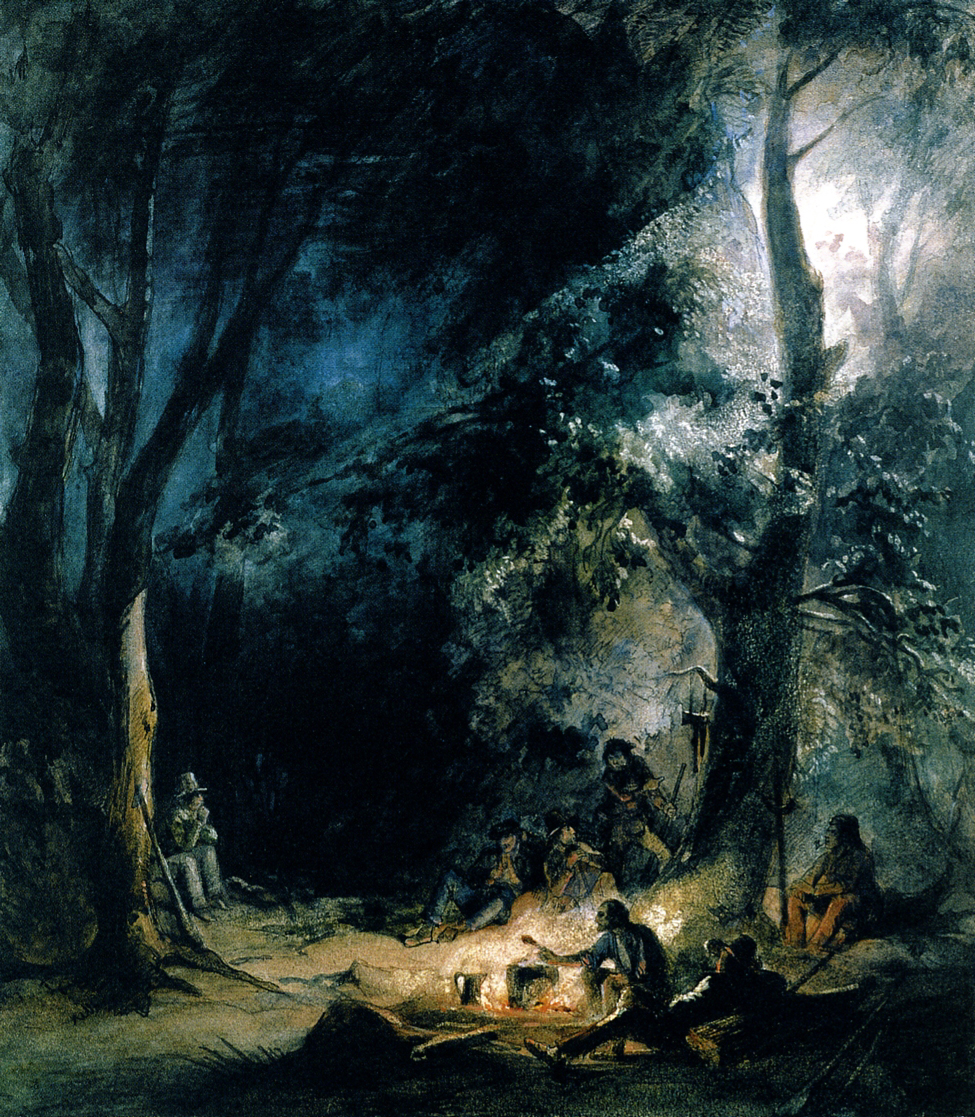
Rast der Reisenden am Fluss Missouri in der Nacht vom 3. zum 4. November 1833. Aquarell

Karl Bodmer reiste im Januar 1833 allein nach New Orleans, um Kisten mit Sammlungsgut nach Deutschland einzuschiffen. Bei der Stadt Natchez besuchte er ein Lager der Choctaw und porträtierte einige Repräsentanten dieses Indianervolkes, das aus dem Osten der USA vertrieben worden war.
Am 16. März 1833 fuhren sie zu dritt weiter zur Indianeragentur für den amerikanischen Westen in St. Louis, um Passierscheine für die Fahrt in das Indianergebiet zu beantragen. Als sie den Major O’Fallon auf seinem Landsitz in der Nähe von St. Louis besuchten, zeigte er ihnen seine Sammlung von Indianerbildern des Malers George Catlin, der bereits im Jahr 1831 eine Reise den Missouri River hinauf bis zum Fort Union gemacht hatte. Bei dem General William Clark lernten sie eine Delegation von Sauk und Meskwaki kennen, die den General bitten wollten, ihren Häuptling Black Hawk aus der Haft freizulassen.
Am 10. April 1833 verliessen sie St. Louis mit der von der Lewis-und-Clark-Expedition erstellten Karte des Missouri und mit eingekauften Tauschwaren für den Handel mit Indianern. Sie fuhren auf dem Dampfschiff Yellow Stone der American Fur Company den Missouri aufwärts. Karl Bodmer skizzierte Landschaften, Tiere und Indianer und gestaltete Porträts von den Angehörigen verschiedener Indianerstämme, während Maximilian zu Wied-Neuwied ein ausführliches Tagebuch führte und für seine Sammlung Gebrauchsgegenstände von den Indianern erwarb.
Auf dem Weg zum Fort Pierre trafen sie Angehörige der Omaha und Ponca. Am 30. Mai 1833 erreichten sie den Handelsposten Fort Pierre und fanden eine Tipi-Siedlung der Dakota. Von dort aus fuhren sie am 5. Juni 1833 mit dem Dampfschiff Assiniboin an verlassenen Siedlungen der Arikaree vorbei zum Fort Clark. Hier trafen sie Mandan, Hidatsa und Absarokee. Am 19. Juni 1833 fuhren sie weiter zum Fort Union, wo sie den Cree, Ojibwa, Assiniboin und Blackfoot begegneten. Hier stiegen sie zur Weiterfahrt um in das hölzerne, mit Segeln angetriebene Kielboot Flora. Auf dem Weg zum Fort McKenzie trafen sie Atsina. Sie erreichten das Fort McKenzie (= Fort Makensie) am 9. August 1833; dort blieben sie bis zum 14. September 1833 und lernten die Piegan (einen Stamm der Blackfoot) kennen.

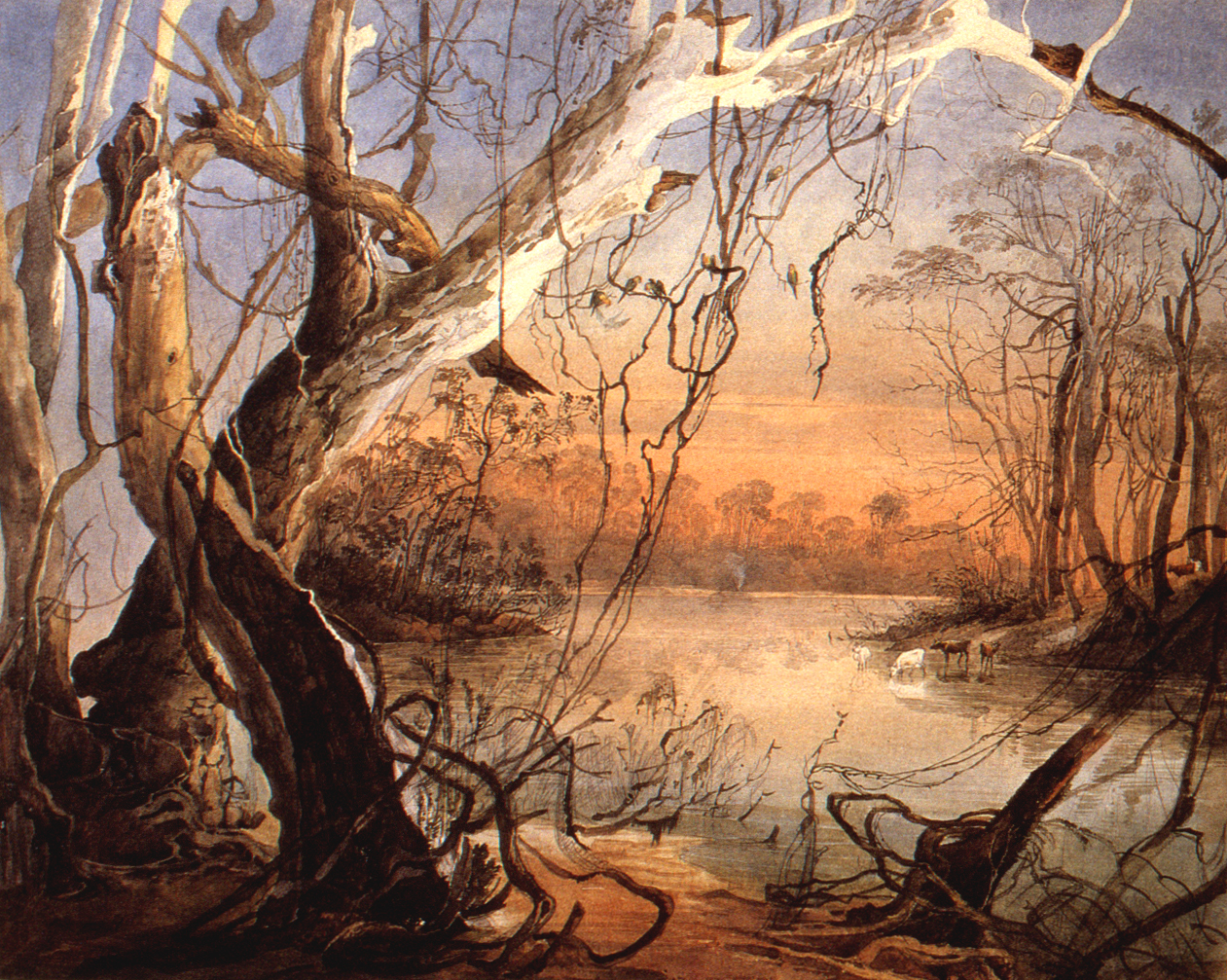
Zusammenfluss des Fox River und des Wabash. Aquarell vom 6. Dezember 1832 in Indiana

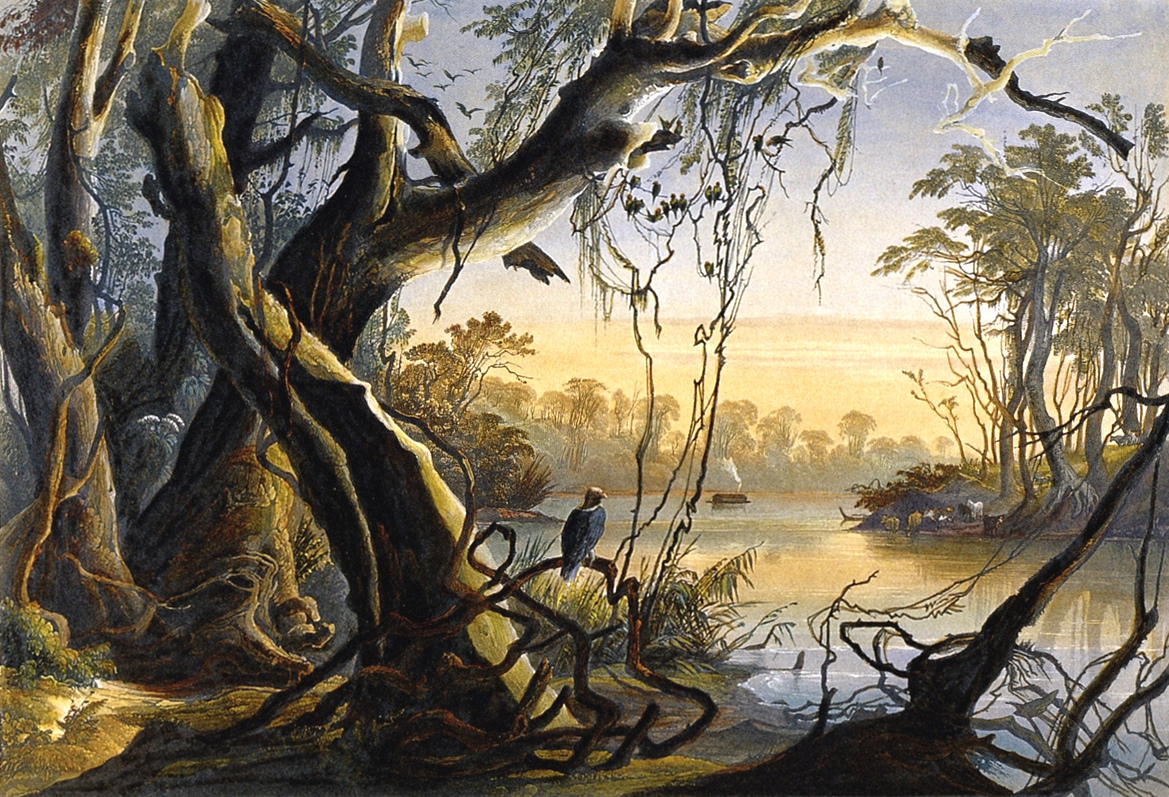
Von Bodmer veranlasste Umsetzung des Aquarells Zusammenfluss des Fox River und des Wabash in das kolorierte Tableau 5 mit zahlreichen Veränderungen und einer Übertragung in das Breitbildformat.

Für die Rückfahrt vom Fort McKenzie (= Fort Makensie) benutzten sie ein schmales und flaches, aus Holzplanken gezimmertes Mackinaw-Segelboot, das sie mit Kisten voller Sammlungsgut und zwei Bärenkäfigen beladen hatten. In einem Unwetter am 15. September lief das Boot voll Wasser. Dabei wurden ein Grossteil der mitgeführten botanischen Sammlung vom oberen Missouri und viele indianische Lederanzüge durch Wasserschaden und anschliessenden Schimmel zerstört.
In Fort Union blieben sie vom 29. September bis zum 30. Oktober 1833. Dort gab Prinz Maximilian zu Wied-Neuwied einen Teil seiner naturhistorischen Sammlung nach Deutschland auf; im Sommer 1834 konnte das Dampfschiff Assiniboine das Fort Union wegen Niedrigwasser jedoch nicht verlassen. Später explodierte der Dampfer auf dem Missouri, brannte und sank, so dass die zoologischen Ergebnisse der Forschungsreise verloren gingen. Dieser Verlust, von dem der Prinz Maximilian zu Wied-Neuwied erst im Herbst 1835 erfuhr, traf ihn schwer; daraufhin versuchte er, seine verbliebene Sammlung durch Tausch und Ankäufe zu ergänzen.
Am 8. November 1833 erreichten sie Fort Clark, wo sie einen strengen Winter mit Temperaturen bis −43 °C erlebten und das Leben der benachbarten Mandan und Hidatsa dokumentierten. Prinz Maximilian zu Wied-Neuwied erkrankte am 11. März 1834 in Fort Clark an Skorbut, überlebte jedoch. Nach dem Verzehr der Blätter und Zwiebeln der kleinen, weiss blühenden Allium reticulatum (heutiger Name Allium textile, die Präriezwiebel) stellte sich die Genesung ein. Am 18. April 1834 brachen die Reisenden mit dem voll beladenen Mackinaw-Boot nach Fort Pierre auf. Von dort fuhren sie weiter nach St. Louis und verschifften den grössten Teil der mitgeführten Sammlungen sowie Bodmers Skizzen und Zeichnungen nach Europa.
Während ihres Aufenthaltes in St. Louis sahen sie sich im Hause des Major O’Fallon eine Sammlung von indianischen Porträts und Szenen ihres Konkurrenten George Catlin an und besuchten die Mounds von Cahokia. An Bord des Dampfschiffes Metamora verliessen sie nach einer Woche St. Louis und reisten für einige Tage nach New Harmony. Dann erreichten sie Cincinnati über den Ohio River. Von Portsmouth aus befuhren sie den Ohio-Erie-Kanal, der den Ohio bis zum Jahr 1913 mit dem Eriesee verband, und erreichten Cleveland. In Buffalo besuchten sie ein Dorf der Seneca, fuhren dann zu den Niagarafällen und zu einer Siedlung der Tuscarora. Über den Erie-Kanal gelangten sie nach Syracuse, wo sie Onondaga und Oneida sahen. In Philadelphia und New York City trafen sie sich mit Wissenschaftlern zum wissenschaftlichen Austausch. Am 16. Juli 1834 reisten sie mit dem Paketboot Havre von New York nach Le Havre, wo sie am 8. August 1834 mit vier Grizzlybären in Bärenkäfigen ankamen.
Karl Bodmer hatte sich mit Indianern angefreundet und wollte für immer in Amerika bleiben. Nur auf Wunsch des Prinzen und wegen einer akuten Erkrankung kehrte er nach Europa zurück. Er hatte vor, nach der Heimreise zu den Indianervölkern in Amerika überzusiedeln. Die Nachricht vom Tod des Mató-Tópe und der 500 Mandan in dem von ihm besuchten Erdhüttendorf durch eine von Weissen eingeschleppte Pockenepidemie im Jahr 1837 stürzte ihn jedoch in monatelange Trauer und Bestürzung und entmutigte ihn so sehr, dass er den amerikanischen Kontinent nicht mehr betrat. Henri Béraldi berichtete, Karl Bodmer habe später gesagt: «Hier in Europa habe ich Bekannte, in Amerika hatte ich Freunde.»

#### Die ersten Indianerbilder
Karl Bodmer brachte von der Reise mehr als 400 Skizzen und Aquarelle von Indianern, Pflanzen, Tieren und Landschaften nach Deutschland zurück. Es bedarf noch der Klärung, welche Aquarelle in Amerika und welche in den folgenden drei Jahren in Paris fertiggestellt wurden. Vermutlich sind jene Aquarelle, die stark von den späteren Tableaus abweichen, bereits in Amerika entstanden.
Nach einem kurzen Aufenthalt Ende August 1834 im Schloss Neuwied reiste Karl Bodmer zu seiner Familie nach Zürich, wo er die Arbeiten an sieben Indianerbildern überwachte, die Heinrich Rudolf Schinz für sein 1845 erschienenes Werk Naturgeschichte und Abbildungen der Menschen der verschiedenen Rassen und Stämme bei ihm bestellt hatte.

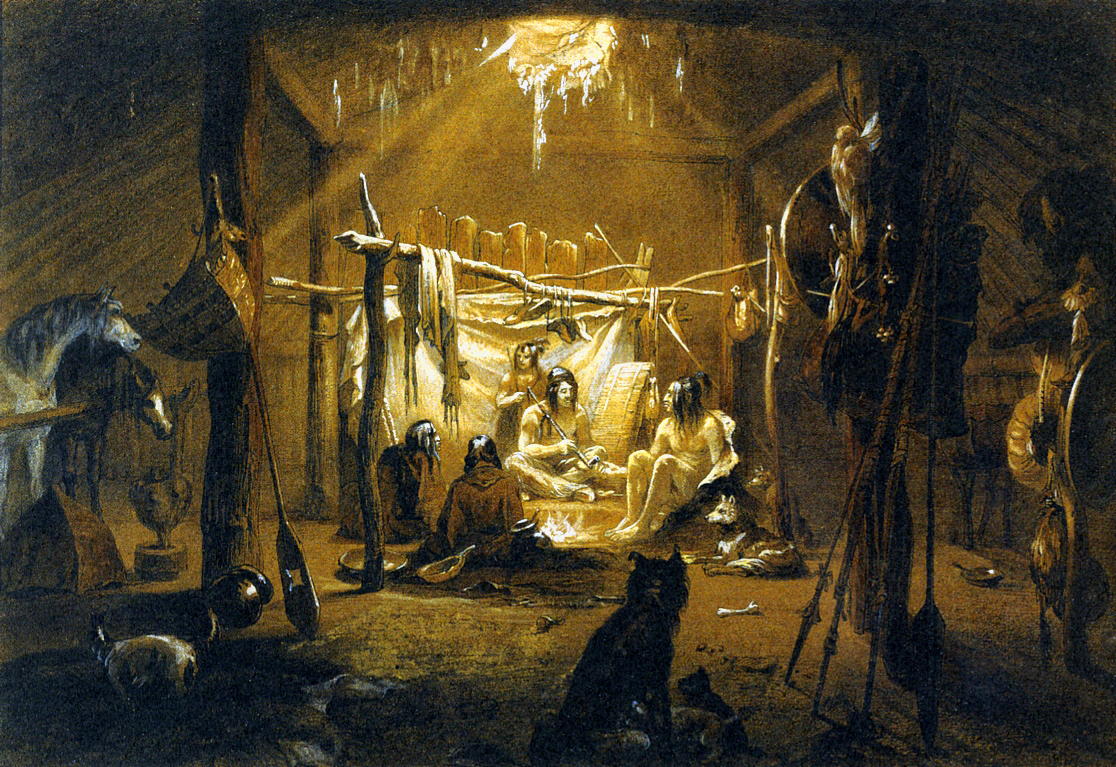
Erdhaus der Mandan, in dem sich neben Kriegern und dem Kind auch Haustiere und zahlreiche Gegenstände des täglichen Bedarfs befinden. Das Aquarell gilt als bemerkenswertes Dokument für die Mandanforschung.

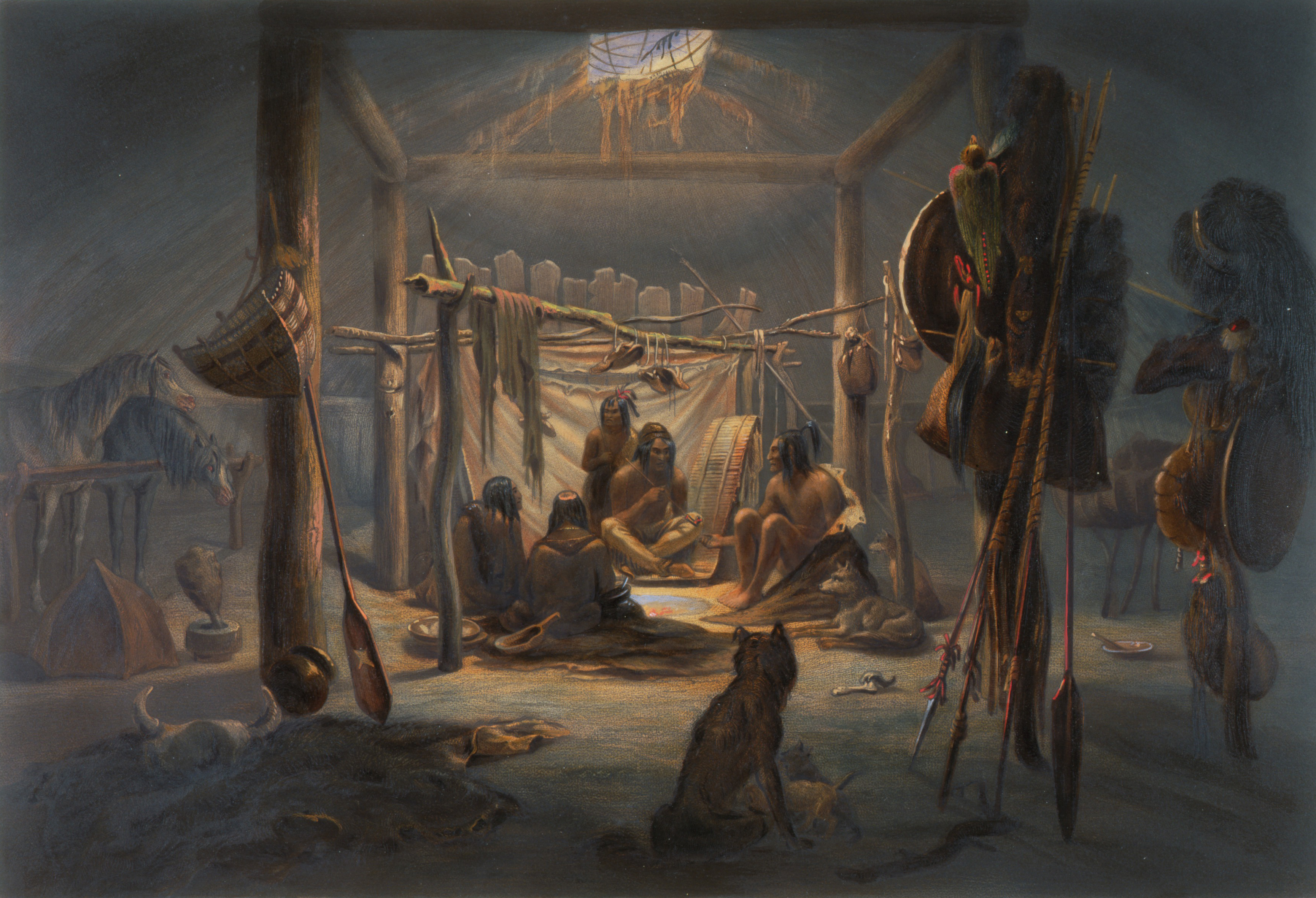
In Paris setzte Karl Bodmer das Aquarell in dieses kolorierte Tableau 19 um. Er wählte auch hier das Breitformat.

Bis zu seiner Auswanderung nach Paris im Herbst 1835 lebte er im Rheinland und gab dort mehrere Kunstmappen mit Landschaftsansichten heraus. Diese Zeit war geprägt von zunehmenden Spannungen mit seinem Verleger Jakob Hölscher in Koblenz, der im Auftrag von Maximilian zu Wied-Neuwied das Werk Reise in das innere Nord-America in den Jahren 1832 bis 1834 veröffentlichen sollte und nicht akzeptieren wollte, dass Karl Bodmer für die Herstellung der Druckplatten und Druckstöcke und für die Kolorierung der fertiggestellten Drucke verantwortlich war. In seinen Briefen beklagte sich Jakob Hölscher regelmässig bei Maximilian zu Wied-Neuwied über Karl Bodmers Tätigkeit, und diese Klagebriefe trübten das Vertrauensverhältnis zwischen Karl Bodmer und dem Prinzen in zunehmender Weise. Es fällt auf, dass Karl Bodmer sowohl seine Landschaftsansichten vom Rhein und von der Ems wie auch sein Panorama von Koblenz und seiner Umgebung nicht mehr bei Jakob Hölscher veröffentlichte, sondern beim Verlag F.C.Eisen in Köln und beim Bädeker Verlag in Koblenz.
Seine Auswanderung nach Paris im Herbst 1835 war noch kein endgültiger Abschied von Deutschland. Von 1847 bis 1848 und von 1851 bis 1854 wirkte er als Landschaftsmaler in Dormagen-Horrem, wo er die 19 Jahre jüngere Anna Maria Magdalena Pfeiffer (* 1828) kennenlernte. Erst 1848 trennte er sich von Deutschland und verlegte seinen Lebensmittelpunkt endgültig nach Frankreich in das Künstlerdorf Barbizon; denn er war zu der Einschätzung gekommen, dass seine künstlerische Entwicklung in Deutschland nicht in angemessener Weise gewürdigt wurde. Diese Einschätzung war berechtigt. Das öffentliche Interesse an seinen Bildern war so gering, dass sie in Deutschland weder auf Kunstausstellungen gezeigt noch von den Museen angekauft wurden. Aus heutiger Sicht ist das überraschend: seine Aquarelle aus Amerika, die zu den besten Aquarellen des 19. Jahrhunderts gehören, wurden niemals in Deutschland gezeigt oder veröffentlicht.
Die Geringschätzung von Karl Bodmer hatte in jener ersten Hälfte des 19. Jahrhunderts zwei Gründe. Karl Bodmer besaß trotz seiner Ausbildung als Radierer, Lithograf und Kupferstecher keine in Deutschland anerkannte Kunstausbildung und widmete sich in seinen Bildern jenen Motiven, die nach der offiziellen Auffassung für Kunstwerke nicht geeignet waren.
Für eine anerkannte Kunstausbildung gab es seinerzeit in Deutschland zwei Ausbildungswege: den Besuch des Gymnasiums und der Universität oder stattdessen den Besuch einer Kunstakademie, beides verbunden mit einer anschließenden mehrjährigen Kunstreise nach Rom. Ein langer Studienaufenthalt in der deutschen Künstlerkolonie in Rom galt als wesentliche Ergänzung der Kunstausbildung und als wichtige Vorbereitung für den beruflichen Aufstieg. Friedrich Noack berichtet in seinem Buch Das Deutschtum in Rom seit dem Ausgang des Mittelalters, dass in der Zeit der Romantik, die etwa 35 Jahre dauerte, rund 1200 deutsche Künstler eine solche Studienreise nach Rom angetreten hatten.
Die Stadt Koblenz lag im Einflussbereich der Kunstakademie Düsseldorf, in der auch Künstler aus Amerika wie Albert Bierstadt ihre Kunstausbildung erhielten. Damals war die Kunstanschauung des Düsseldorfer Akademiedirektors Wilhelm Schadow von 1826 bis 1859 maßgeblich für die Beurteilung der Kunstwerke und ihrer Wertigkeit. Für Wilhelm Schadow gab es eine Hierarchie der Bildmotive. Ganz oben standen Sujets der kirchlichen Überlieferung, gefolgt von idealistisch fundierten Motiven aus Philosophie, Poesie und Geschichte sowie von dem poetisch aufgefassten Porträt. Diese Bildmotive waren bis 1850 Inhalt der Akademieausbildung in Düsseldorf. Widerwillig akzeptierte Wilhelm Schadow ab 1850 auch die Genremalerei als Ausbildungsfach.
Das Malen von Landschaften, Tieren und Menschen sah Schadow als ein Abmalen von geringem künstlerischen Wert an. Maler wie Karl Bodmer, die sich diesen Bildmotiven widmeten, wurden damals in Deutschland nicht hoch geschätzt und für ihre Arbeiten nicht gut bezahlt. Das könnte für Karl Bodmers Auswanderung aus Deutschland ursächlich gewesen sein. Hinzu kam die Wirtschaftskrise Ende der 1840er Jahre, in der selbst etablierte Künstler in Deutschland ohne Einnahmen blieben.

### Karl Bodmer in Paris

#### Die Bildtafeln von Nordamerika
Im Herbst 1835 zog Karl Bodmer nach Paris. Dort lernte er die Maler Jean-François Millet und Théodore Rousseau und den Schriftsteller Théophile Gautier kennen. 1844 wurde er vom König Louis-Philippe empfangen, der ihm später einen monogrammierten Diamantring schenkte.
Im Jahr 1836 stellte er in dem Salon im Louvre zahlreiche eigene Aquarelle aus Nordamerika aus, die er von Maximilian zu Wied-Neuwied ausgeliehen hatte. Die Aquarelle, die teilweise schon den späteren Impressionismus und Expressionismus vorwegnehmen, erhielten eine vernichtende Zeitungskritik, da sie dem damaligen Zeitgeschmack nicht entsprachen.

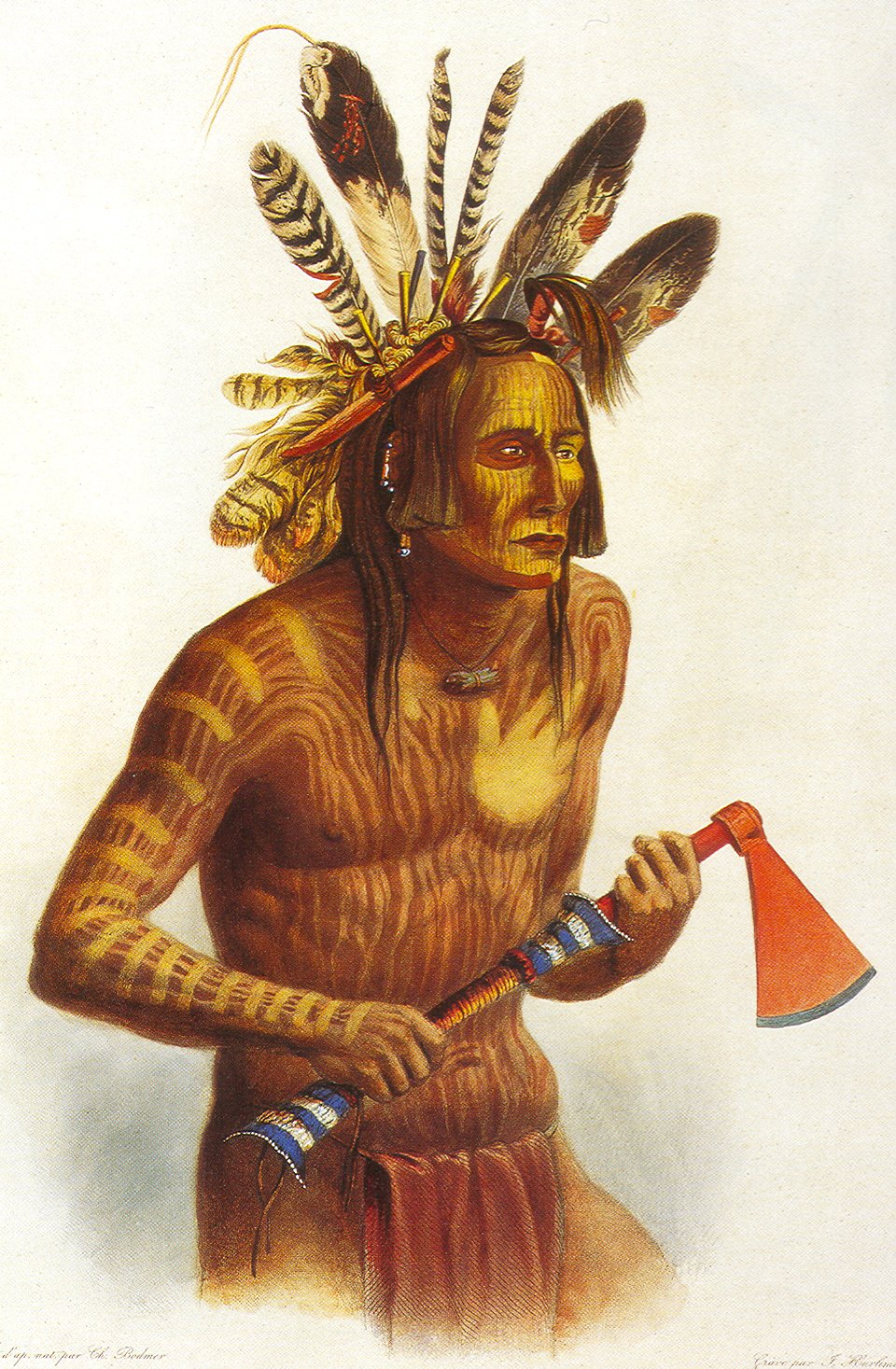
Mató-Tópe, Häuptling der Mandan. Tableau aus dem Werk «Reise in das innere Nord-Amerika in den Jahren 1832 bis 1834».

Daraufhin gab der Prinz Karl Bodmer den Auftrag, die geplanten Tableaus und Vignetten dem Zeitgeschmack anzupassen, um die Verkäuflichkeit des Werkes zu sichern. Es ist eine tragische Entscheidung, dass Karl Bodmer wegen dieser ablehnenden Kritik anschliessend auf das Malen von Aquarellen verzichtete. Erst neun Jahre später, von 1845 bis 1847, stellte Karl Bodmer im Pariser Salon erneut amerikanische Landschaftsaquarelle aus. Heute gelten die amerikanischen Aquarelle als Höhepunkte seines Lebenswerkes.
Prinz Maximilian zu Wied-Neuwied wählte unter den zahlreichen Aquarellen diejenigen aus, die er in sein Buch Reise in das innere Nord-America in den Jahren 1832 bis 1834 aufnehmen wollte. Er bat Karl Bodmer, die Herstellung der Illustrationen gegen die Zahlung eines Monatslohnes von 100 Talern zu überwachen, von dem er die Hälfte des Geldes für Löhne und Spesen verwenden musste.
Karl Bodmer beaufsichtigte daraufhin 20 renommierte Kupferstecher in Paris, Zürich und London, die 63 Stahl- und 18 Kupferplatten herstellten, auf denen sie die Aquarellvorlagen genau reproduzierten. Die Kupferstecher benutzten dabei Pantografen, um die Vorlagen und ihre Proportionen präzise zu vergrössern.
Von den 81 Platten erschienen 48 grosse als Bildtafeln (Tableau genannt) im Grossformat und 33 kleinere als Vignetten. Nach dem Druck leitete er Künstler an, die die Bildtafeln und Vignetten gemäss seinen Angaben kolorieren sollten. Er reiste deshalb ständig zwischen den Städten Paris, Zürich und London hin und her, um die exakte Ausführung der Drucke und ihrer farbigen Fassungen sicherzustellen. Am 10. November 1837 wurde die erste Lieferung der deutschen Ausgabe in fünf verschiedenen Ausführungen angeboten. Die Preise für jede der 20 Lieferungen lagen zwischen drei Thalern, fünf Silbergroschen und zehn Thalern, je nach Art des Papiers und der Zahl der kolorierten Stiche. So ergaben sich Preise für das deutsche Gesamtwerk in Höhe von 60 bis 200 Talern. Zum Vergleich: Ein gelernter Arbeiter verdiente seinerzeit in Koblenz im ganzen Jahr 200 Taler.
Zwischen 1837 und 1842 veröffentlichte Jakob Hölscher in Koblenz das deutschsprachige Buchprojekt Reise in das innere Nord-America in den Jahren 1832 bis 1834 als zweibändiges Werk mit Bildatlas in Einzellieferungen. Wegen der 81 Bodmer-Illustrationen gilt es als Meilenstein in der Geschichte des Buchdrucks im 19. Jahrhundert.
Die Reisebeschreibungen umfassen insgesamt 1340 Textseiten, in die 52 kleine Holzschnitte eingefügt sind. Der Text von Maximilian zu Wied-Neuwied enthält in der Reihenfolge seiner Tagebuchaufzeichnungen nicht nur Reiseschilderungen und Berichte über die Indianervölker, sondern auch Aufzeichnungen über die Flora und Fauna Nordamerikas und eine Beschreibung der industrialisierten Oststaaten der USA. Der separate Bildatlas besteht aus 81 Illustrationen und einer Karte; er wurde in fünf verschiedenen Ausführungen angeboten, die unterschiedliche Papierqualitäten und entweder unkolorierte Schwarzweissbilder oder kolorierte Farbbilder enthielten.

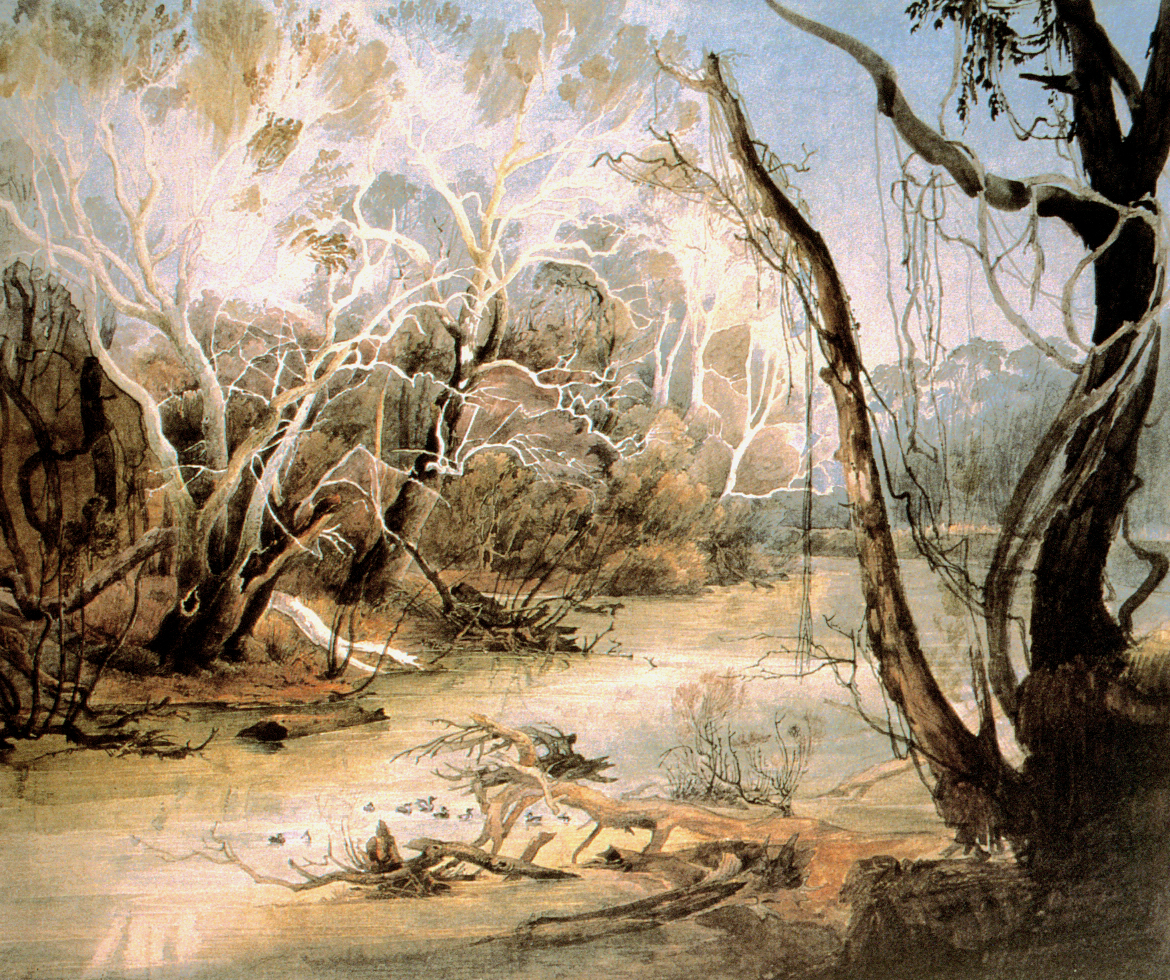
Der Fox River in Indiana. Aquarell 1832.

Der gedruckte Text von Maximilian zu Wied-Neuwied umfasst rund dreihunderttausend Wörter, während das Manuskript etwa fünfhunderttausend Wörter enthielt. Das Manuskript wurde also vor der Veröffentlichung stark gekürzt, beispielsweise um die Beschreibung von Trinkgelagen, um die Darstellung sexueller Gewohnheiten der besuchten Indianerstämme und um einige wenig schmeichelhafte Bemerkungen über die weissen Händler am Missouri. Zum Einstieg beim Lesen des Textes (etwa des Reprints vom Verlag L. Borowsky, München 1979) eignet sich Kapitel 21 im 2. Band; dort beschreibt Maximilian zu Wied-Neuwied die ursprüngliche Flusslandschaft des Missouri und seine Tierwelt im Jahr 1833. Diese Flussfahrt in unberührter Natur muss ein einzigartiges Erlebnis gewesen sein.
Die Subskribentenliste führt 215 Personen und Institutionen auf, die insgesamt 277 Exemplare bestellten, davon waren 160 Exemplare in der einfachsten Ausführung ohne Kolorierung. Es zeigte sich, dass weitere Käufer des Werkes nur sehr schwer zu gewinnen waren. Dabei kam es zu Spannungen zwischen Karl Bodmer und dem Prinzen Maximilian zu Wied-Neuwied, da Bodmer vertraglich zugesagt hatte, die Verantwortung für den Verkauf in Frankreich und England zu übernehmen. Die französische Erstausgabe erschien von 1840 bis 1843, und die englische Erstausgabe folgte 1843 bis 1844. Die wirtschaftliche Depression des Jahres 1846 und die Revolution von 1848 dämpften überall die Nachfrage, und ein finanzielles Debakel zeichnete sich ab. 1847 verzichtete Karl Bodmer auf alle seine Rechte an den Originalplatten und übertrug die Verantwortung für die Vermarktung auf Prinz Maximilian zu Wied-Neuwied und seine Familie. Er übergab die Platten erst 1856 der preussischen Botschaft in Paris zur Weitergabe, wo sie wegen des Deutsch-Französischen Krieges bis zum Jahr 1873 zwischenlagerten. Als sie das Schloss Neuwied erreichten, war Maximilian zu Wied-Neuwied bereits seit sechs Jahren verstorben.
Hans Peter Treichler berichtet, dass Karl Bodmer seinerzeit eine geradezu verheerende Bilanz zog: Er, Bodmer, habe zehn der besten Jahre seines Lebens dem Bildatlas geopfert. Auch wenn er die beiden Amerikajahre ausnehme, habe dieser Einsatz seiner Künstlerlaufbahn nachhaltig geschadet, das Versäumte lasse sich auch mit einem Höchstmass an Einsatz und Willenskraft nicht wieder einbringen.

### Karl Bodmer in Barbizon

#### Waldlandschaften und Tierbilder
Karl Bodmer zog 1847 von Paris nach Dormagen-Horrem, eröffnete dort ein Atelier und widmete sich vermehrt der Landschaftsmalerei. Bald kehrte er nach Paris zurück, zog dann 1848/49 ebenso wie Théodore Rousseau und Jean-Francois Millet wegen der französischen Februarrevolution 1848 und einer Choleraepidemie in Paris nach Barbizon, das ausserhalb von Paris südwestlich von Chailly-en-Bière in der Nähe des Waldes von Fontainebleau liegt.

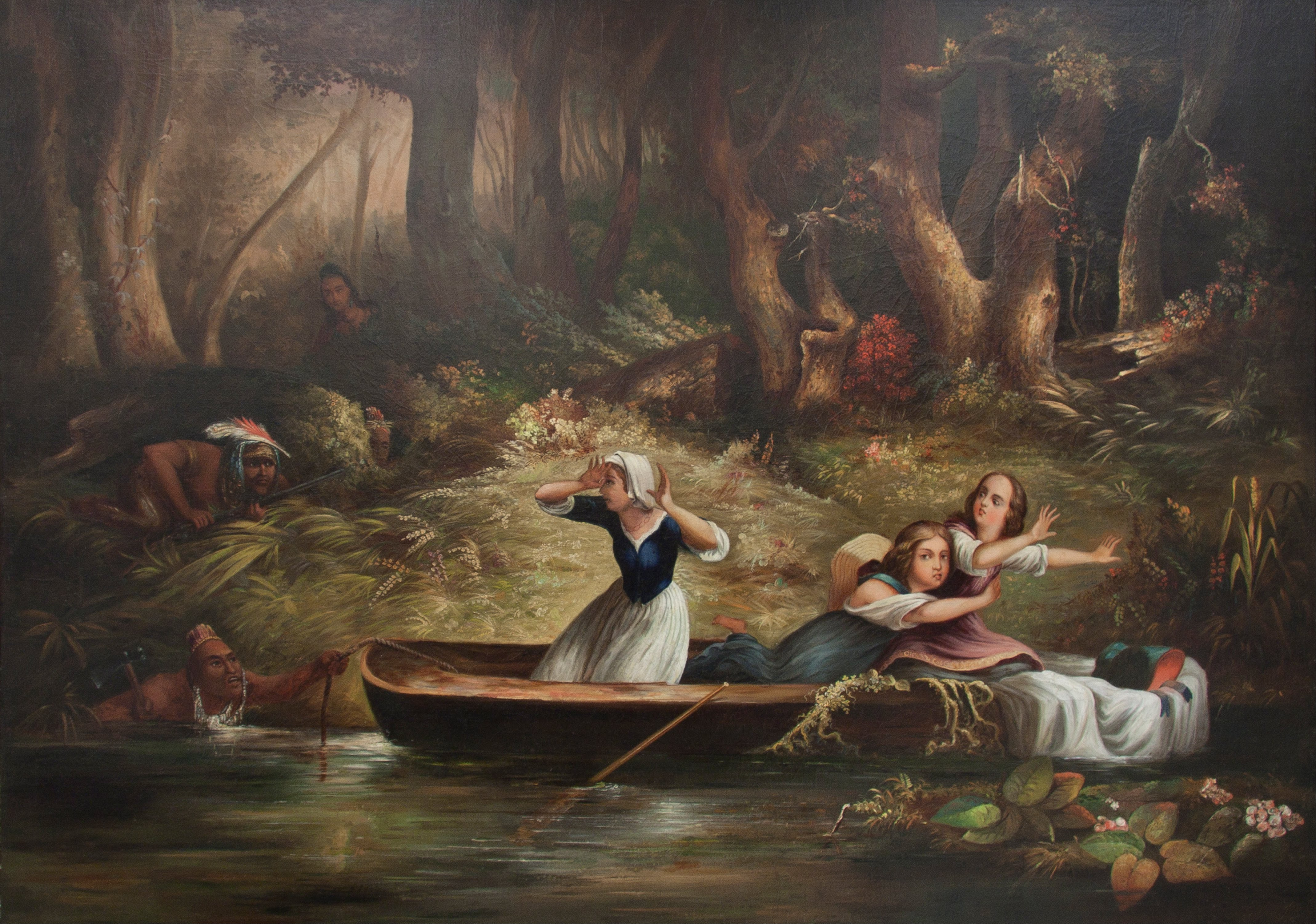
Raub der Töchter von Daniel Boone und von Callaway durch die Indianer. Ölgemälde von Karl Bodmer, der das Bildmotiv 1852 in Barbizon zusammen mit Jean-François Millet ausarbeitete.

Barbizon bestand seinerzeit aus verschiedenen Gehöften und Katen von Köhlern und Waldarbeitern. Der Mittelpunkt des Ortes war ein Krämerladen mit dem Gasthof Auberge Ganne, der zum Künstlertreffpunkt wurde. Dieser Gasthof an der Grande Rue wurde von dem gelernten Schneider François Ganne und seiner deutschen Frau bewirtschaftet und bot den neu angekommenen Künstlern eine erste Unterkunft.
Die eigentliche Attraktion war damals der abwechslungsreiche, rund 25.000 Hektar grosse Wald von Fontainebleau mit knorrigen alten Eichen, Buchen und Kastanien, mit Schluchten, Mooren, Heide und grossen Findlingen. Karl Bodmer bezeichnete sich damals als den Maler des Waldes. Eine Eiche im Waldstück Bas-Bréau bei Barbizon, die Bodmer porträtierte, wurde später unter dem Namen Bodmer-Eiche bekannt; Claude Monet malte sie 1865 in seinem Bild Un chêne au Bas-Bréau, le Bodmer (Die Bodmer-Eiche, Wald von Fontainebleau), und Eugène Cuvelier veröffentlichte eine Fotografie mit dem Titel Hêtre près du Bodmer (‚Buche neben der Bodmer-Eiche‘).
In Barbizon bestand schon seit Jahrzehnten eine Künstlerkolonie, in der Karl Bodmer ein einflussreiches Mitglied der Schule von Barbizon wurde. Er widmete sich der Freilichtmalerei. Dabei ging es ihm ebenso wie den anderen Künstlern der Malerkolonie darum, die Natur in ihrer unberührten Ursprünglichkeit zu zeigen. Zu seinem Freundeskreis gehörten Peter Burnitz, Narcisso Virgilio Díaz de la Peña, Théodore Rousseau und Jean-François Millet. Zusammen mit Millet lithografierte er 1852 im Auftrag eines reichen Amerikaners aus St. Louis vier Drucke mit Themen aus der amerikanischen Geschichte: Raub der Töchter von Daniel Boone und von Callaway durch die Indianer, Befreiung der Töchter, Simon Buttler und Major McCulloch. In der Lithografie En Forêt ou Haute Futaie aus dem Jahr 1851 schuf Karl Bodmer die Waldlandschaft und Jean-Francois Millet die Frauenfigur.

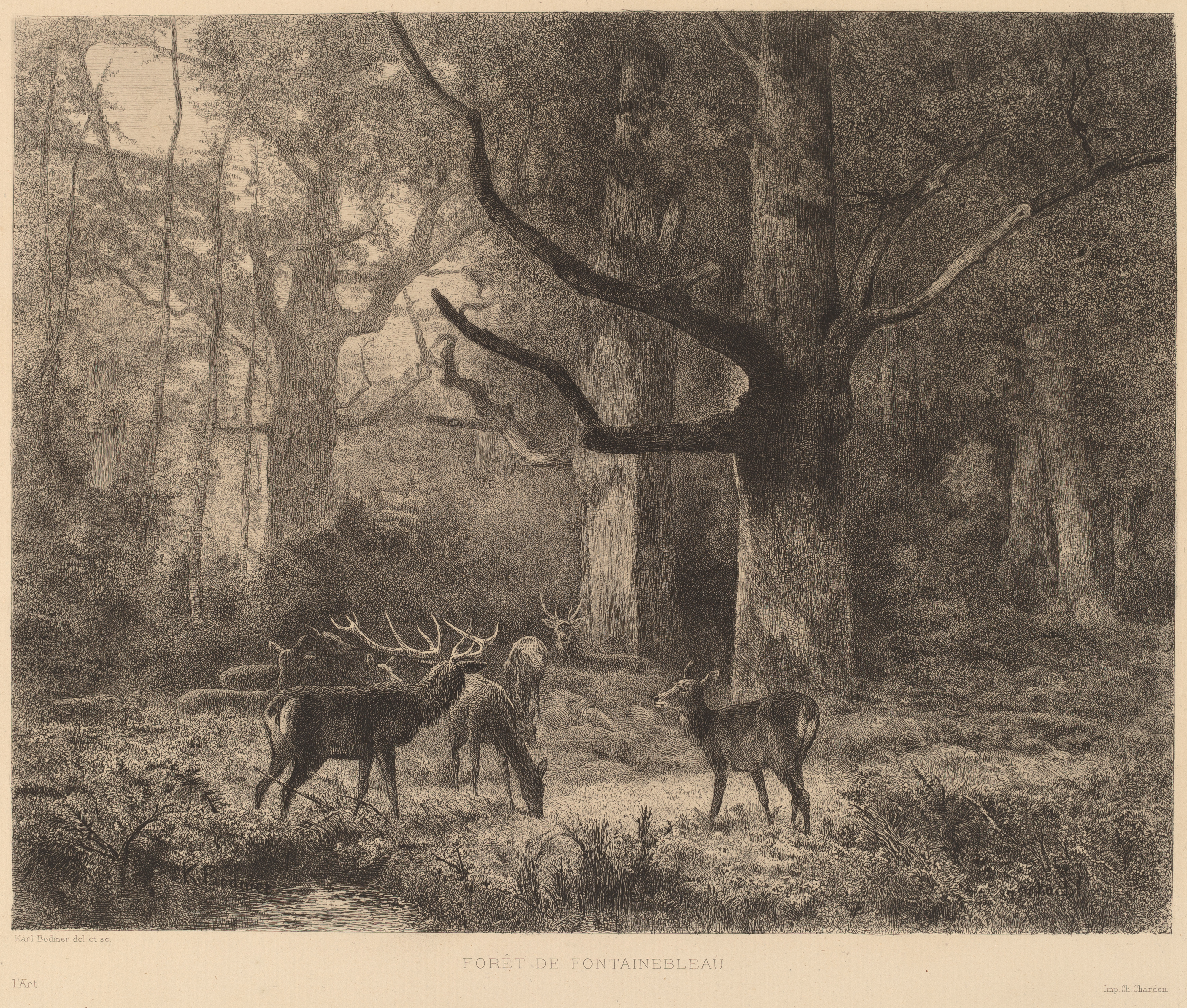
Der Wald von Fontainebleau. Radierung, um 1850.

Für seine Ölgemälde mit Landschaften, die er in Barbizon malte, fand er viel Anerkennung. Barthélemy Menn besuchte ihn, und Jean-Francois Millet zeichnete ihn im Jahr 1850 und malte verschiedene Bilder mit Motiven aus Bodmers nordamerikanischen Skizzen.
Im Jahr 1851 ging er wieder nach Dormagen-Horrem. Da seine künstlerische Entwicklung in Deutschland jedoch nicht in angemessener Weise gewürdigt wurde, kehrte er 1854 nach Barbizon zurück und kaufte 1856 das Haus des amerikanischen Malers William Morris Hunt in 40, rue Grande für 4000 Franc. Dort lebte er 30 Jahre.
Aus Kleinkönigsdorf bei Horrem brachte er seine 19 Jahre jüngere Lebensgefährtin Anna Maria Magdalena Pfeiffer (1828–1903, späterer französischer Name: Anne-Marie-Madeleine Pfeiffer) mit, die ihm seine drei Söhne gebar.
Karl Bodmer bekam zahlreiche Aufträge als Maler von Wald- und Tierbildern. Er präsentierte seine Werke in Ausstellungen. Am Salon de Paris beteiligte er sich seit 1850 ziemlich regelmässig mit Waldlandschaften und Tierdarstellungen. Zwischen 1855 und 1878 zeigte er Bilder bei den Weltausstellungen, beispielsweise 1855 und 1867 in Paris, 1873 in Wien und 1878 wieder in Paris im Schweizer Pavillon. Auch an Ausstellungen in der französischen Provinz nahm er teil, zum Beispiel 1859 in Marseille. Kritiker wie Théophile Gautier, Paul Mantz und Philippe Burty betonten, seine Wald- und Tierbilder würden den Betrachter in eine Lebenswelt unberührter Natur entführen.

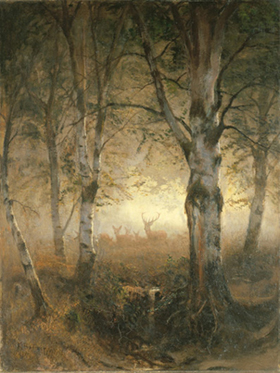
Gemälde «Hirsche im Wald», um 1880.

Garda Alexander interpretiert Karl Bodmers Bild Hirsche im Wald (siehe Abbildung) in einem Wahrnehmungstext folgendermassen:
«In der Ferne, zwischen Birken, sind Hirsche zu sehen, die Szene ist in sanftes Licht getaucht: es könnte sehr früher Morgen sein. ‹Die Hirsche im Wald› von Karl Bodmer sind in ihrem Zuhause. Sie suchen keine Nähe, bevorzugen die Distanz. Ihre Zurückhaltung entspricht ihrem freien und wilden Wesen in der Natur. Dort sind sie nur aus der Ferne erkenn- und wahrnehmbar. Es sind besondere Wesen, die mit den Waldbewohnern eine Welt, eine Gemeinschaft bilden: eine Tierwelt, die Mythen erzählen könnte. Naturgetreu sind die Farben, Ton in Ton aufeinander abgestimmt. Die sanfte, milde Welt, das Reich der Tiere, akzeptiert die Menschen als Mitlebewesen. Die Hirsche beanspruchen ihr eigenes Revier und fordern Respekt dafür: Mit wachen Augen begegnen sie aus der Ferne den Blicken der Betrachtenden. Sie können jederzeit ins Dickicht hinaus verschwinden und sich der menschlichen Aufmerksamkeit entziehen.»
Karl Bodmer arbeitete auch als Illustrator für deutsche, französische und amerikanische Zeitschriften; er nutzte dabei die Zinkografie, die in Barbizon auch von Charles Emile Jacque verwendet wurde, und brachte es in dieser Technik zu grosser Meisterschaft. 20 Blätter erschienen in L’Illustration, 24 Blätter in Le Monde illustré, zwölf Blätter in La Chasse illustrée, weitere Blätter in Le Magasin pittoresque, L’Art, L’Artiste, L’Événement illustré, Graham’s Mag. (anonym), Haper’s Weekly, Die illustrierte Schweiz und Schweizer Familienbuch (anonym).
Er illustrierte Bücher bekannter Schriftsteller: von Théophile Gautier (La nature chez elle 1870, Marc éd., mit 37 Radierungen), Jules Jacques Veyrassat (Hamertons chapters on animals), die Fabeln von La Fontaine (in der sog. Ausgabe des douze peintres, die 1873 bei Jouast erschien), Victor Hugo (Quatre-vingt-treize, Paris 1876), E. Muller (La Forêt, Paris 1878) und Louis Christophe François Hachette (Evangiles). Als Prinz Maximilian zu Wied-Neuwied im Jahr 1865 einen bebilderten Katalog nordamerikanischer Reptilien veröffentlichte, fertigte er dafür sieben handkolorierte Radierungen an. Neben seinen künstlerischen Arbeiten unterrichtete er verschiedene Meisterschüler, unter ihnen 1877 den Solothurner Maler Otto Frölicher.

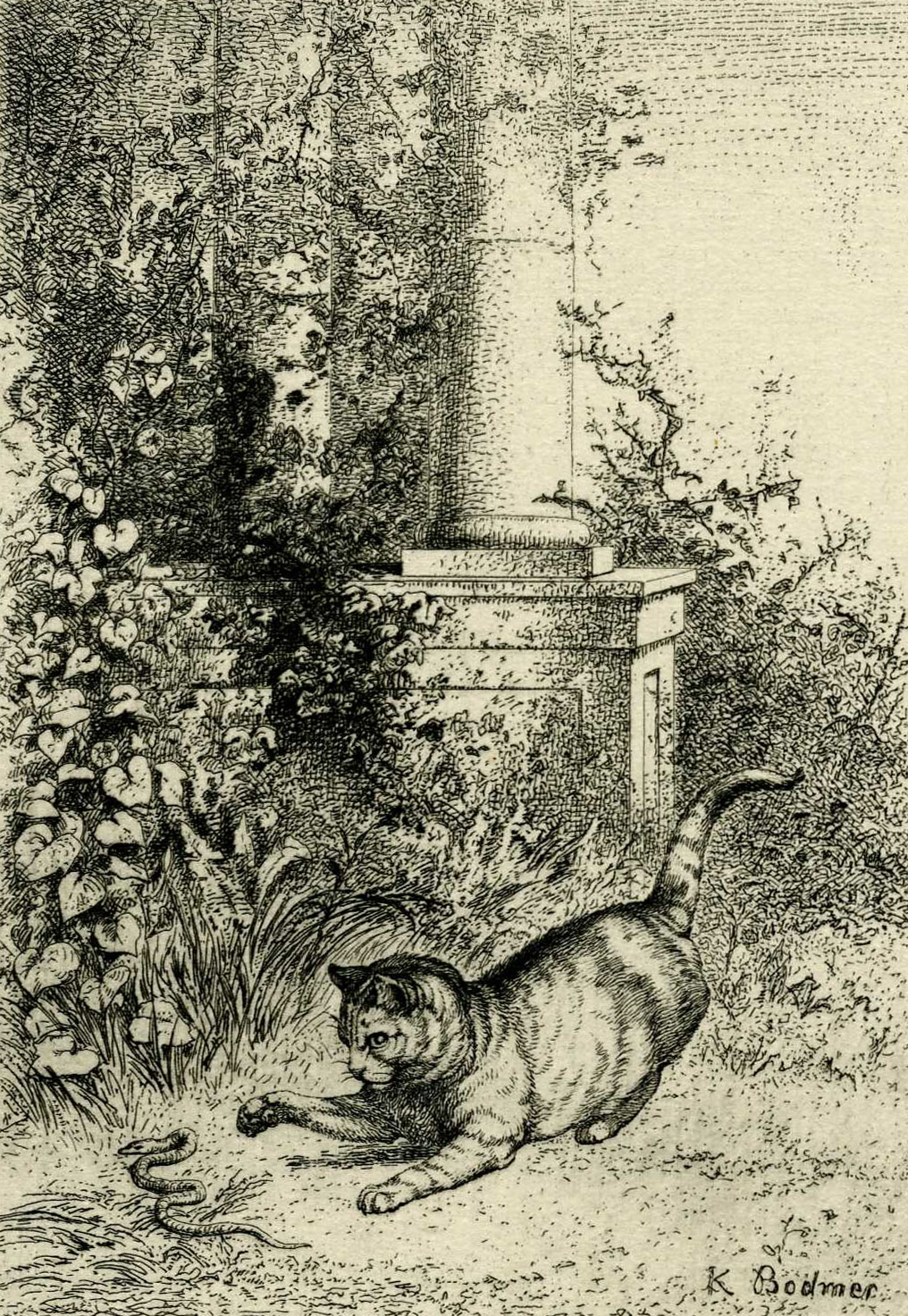
Das Spiel der Katze mit der Schlange. Radierung mit Signatur, um 1873

Karl Bodmers Sohn Karl-Henry (= Karl Heinrich, Charles genannt) war laut seiner Heiratseintragung vom 22. Dezember 1877 Schlosser, arbeitete aber als Maler und Fotograf. Eine Sammlung von 80 Fotografien im Format 18 × 24 cm wurde 2005 von dem Musée Nicéphore Niépce in Chalon-sur-Saône erworben. Diese Fotografien sind in der Zeit von 1870 bis 1880 in Barbizon und im Wald von Fontainebleau entstanden.
Hans Läng weist darauf hin, dass Karl Bodmer ebenfalls fotografierte und Fotografien veröffentlichte. Da Karl Bodmer sich wie sein Sohn Karl-Henry Charles Bodmer nannte, ist es schwierig, Fotografien einem der beiden korrekt zuzuweisen.
Es gibt Fotografien in der Sammlung Dietmar Siegert («Bäuerin an einem Tümpel im Wald von Fontainebleau» 1870/75) und im Musée d’Orsay (Inventar-Nr. PHO1984-88-173 und PHO1984-88-174), die neben der Unterschrift Ch.Bodmer Barbizon eine fortlaufende Nummer aus einem Werkverzeichnis tragen. Diese Signatur weicht von der Signatur Karl Bodmers (K Bodmer) ab und dürfte deshalb auf den Sohn Karl-Henry hinweisen.
Wenn sich ein französischer Bürger zwanzig Jahre lang durch besondere Leistungen hervorgetan hatte, konnte er in die Ehrenlegion aufgenommen werden und den damit verbundenen Orden vom Staatsoberhaupt persönlich verliehen bekommen. Am 31. Juli 1876 wurde Karl Bodmer so in einer festlichen Zeremonie zum Chevalier de la Légion d’Honneur ernannt. Mit dieser Ehrung war eine jährliche Rente in Höhe von 250 Francs verbunden, die im Todesfall an die Witwe des Empfängers ausbezahlt werden sollte. Das brachte Karl Bodmer vermutlich dazu, seine Lebensgefährtin Anna Maria Magdalena Pfeiffer, die sich von nun an Anne-Marie Madeleine Pfeiffer nannte, am 7. Oktober 1876 zu heiraten.

### Letzte Jahre in Paris
Trotz seiner künstlerischen Erfolge musste er im Jahr 1884 sein Haus in 40, rue Grande aus finanziellen Gründen verkaufen, weil die Verleger die Veröffentlichung seiner Werke bis zu seinem Tod hinauszögerten, um einen höheren Verkaufspreis zu erzielen. In seinem Haus befindet sich heute das Hotel Les Charmettes; eine Schrifttafel weist draussen auf den früheren Besitzer Karl Bodmer hin.
Karl Bodmer zog wieder nach Paris. Krankheiten und Geldnot überschatteten seine letzten Lebensjahre. Die Bemühungen des Zürchers E. Müller, die Zürcher Künstlergesellschaft zum Ankauf des durch gute Kritiken und durch Abbildungen in Zeitschriften bekannt gewordenen Gemäldes Gruppe von Hirschen im Wald zu bewegen, schlugen fehl; schliesslich entschloss sich die Zürcher Künstlergesellschaft doch, wenigstens zwei Kreidezeichnungen des Malers anzukaufen, um dessen Not zu lindern.

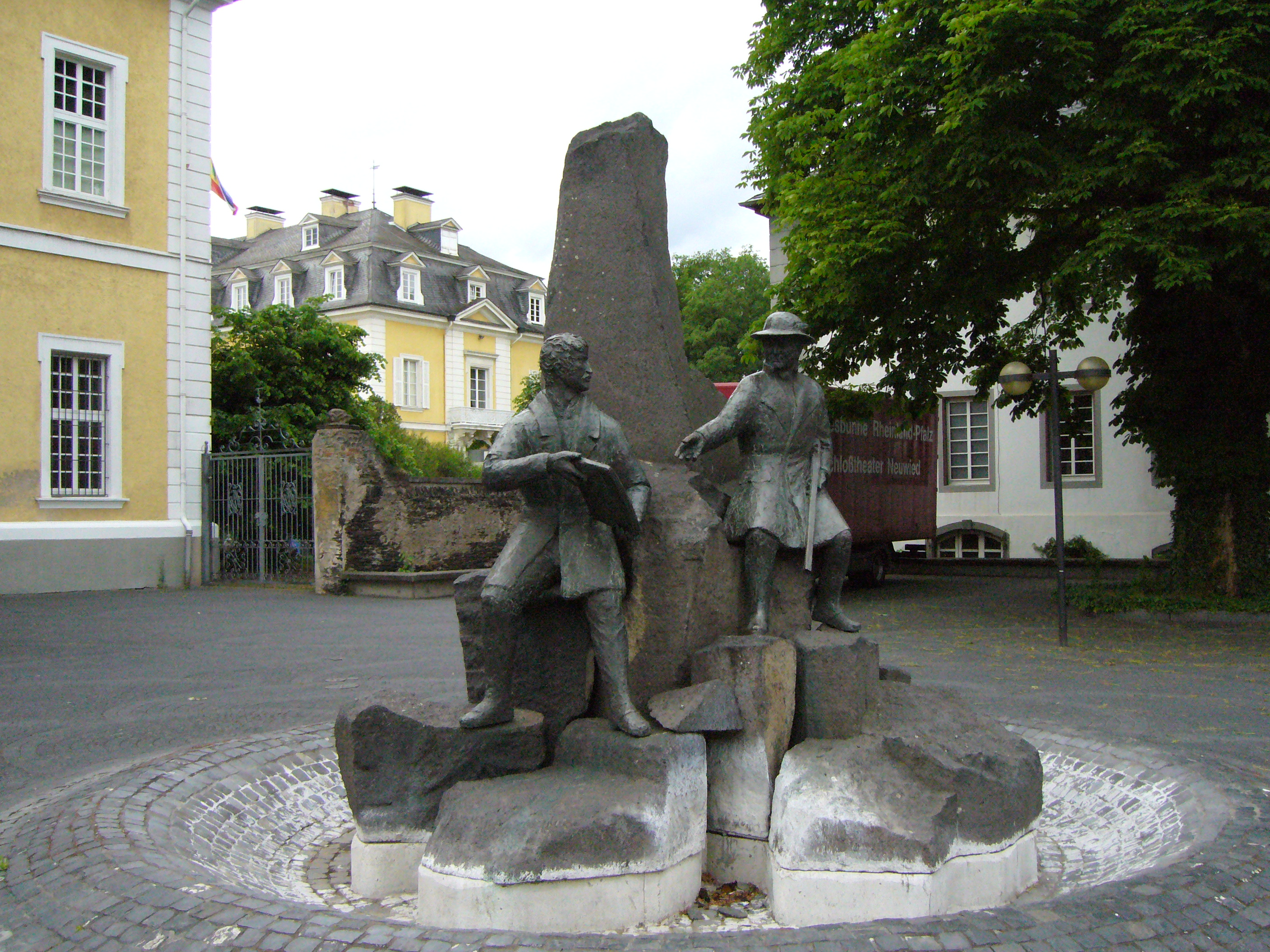
Denkmal für Maximilian zu Wied-Neuwied, den Maler Karl Bodmer und den Indianerhäuptling Mató-Tópe vor dem Schloßtheater in Neuwied

Innerlich vereinsamt, taub und blind, von Rheuma und Arthritis gequält, starb er am 30. Oktober 1893 in Paris. Sein Grab befindet sich auf dem Friedhof von Chailly-en-Bière bei Barbizon in der Nähe der Gräber seiner Malerfreunde Théodore Rousseau und Jean-Francois Millet.

### Auszeichnungen
- 1851 Medaille zweiter Klasse im Salon de Paris
- 1855 Medaille dritter Klasse der Pariser Weltausstellung
- 1863 Medaille[16]
- 1876, 31. Juli: Chevalier de la Légion d’Honneur der Ehrenlegion
- Vor dem Theater am Schloss Neuwied befindet sich ein Brunnen mit den Figuren von Karl Bodmer, Maximilian zu Wied-Neuwied und Matô-Tope, 1985 von Friedrich Wilhelm Fürst zu Wied gestiftet und von der Leutesdorfer Künstlerin Guta Stephanow von Freydorf erschaffen.

## Der künstlerische Nachlass
Am 27. und 28. April 1894, ein Jahr nach seinem Tod, wurde Bodmers künstlerischer Nachlass im Hôtel Drouot in Paris versteigert. Die erste Katalognummer nannte das von den Zürchern abgelehnte Bild Gruppe von Hirschen im Wald.

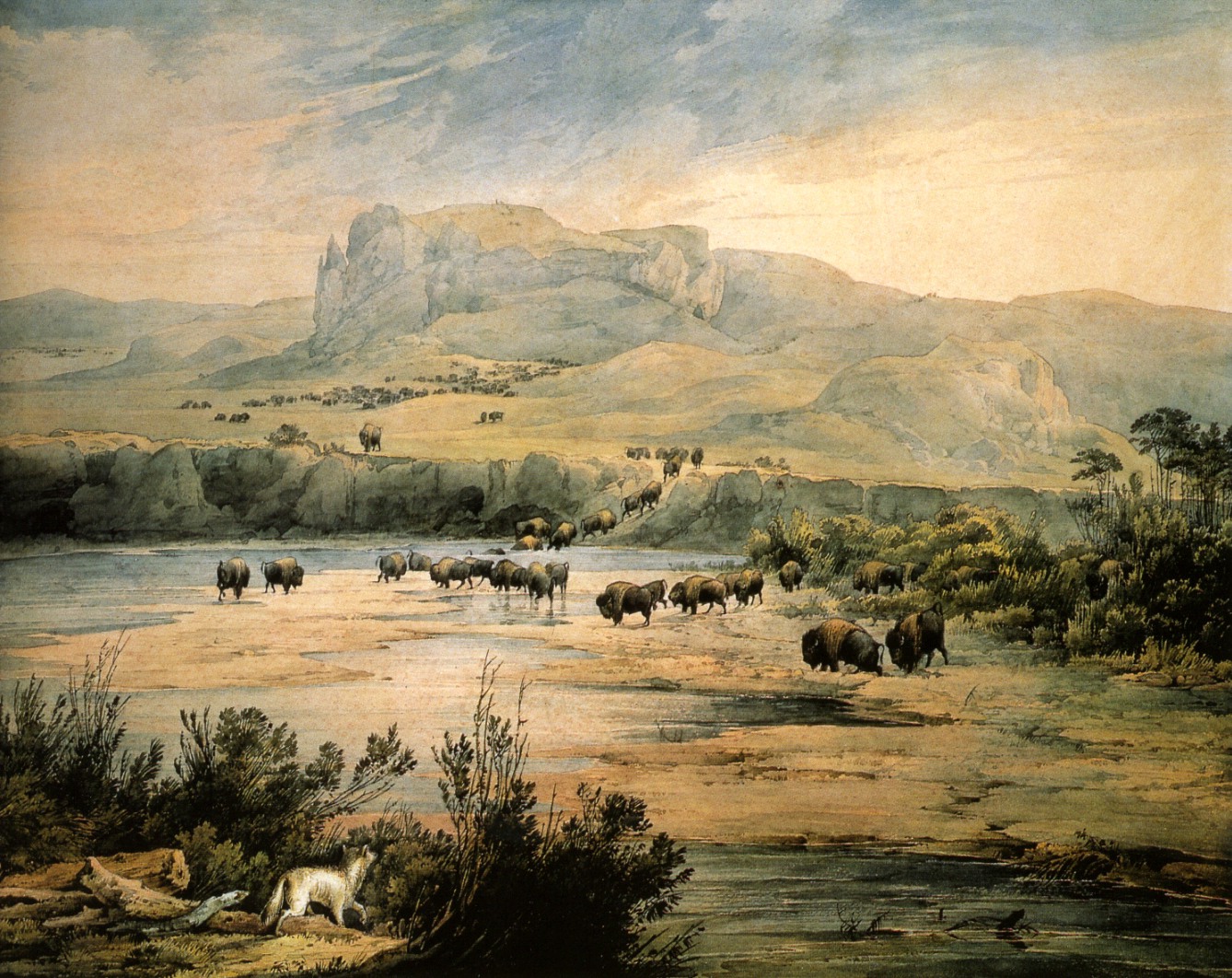
Das Aquarell zeigt in der Ferne die Bisonherde, die Bodmer 1833 am oberen Missouri beobachtete

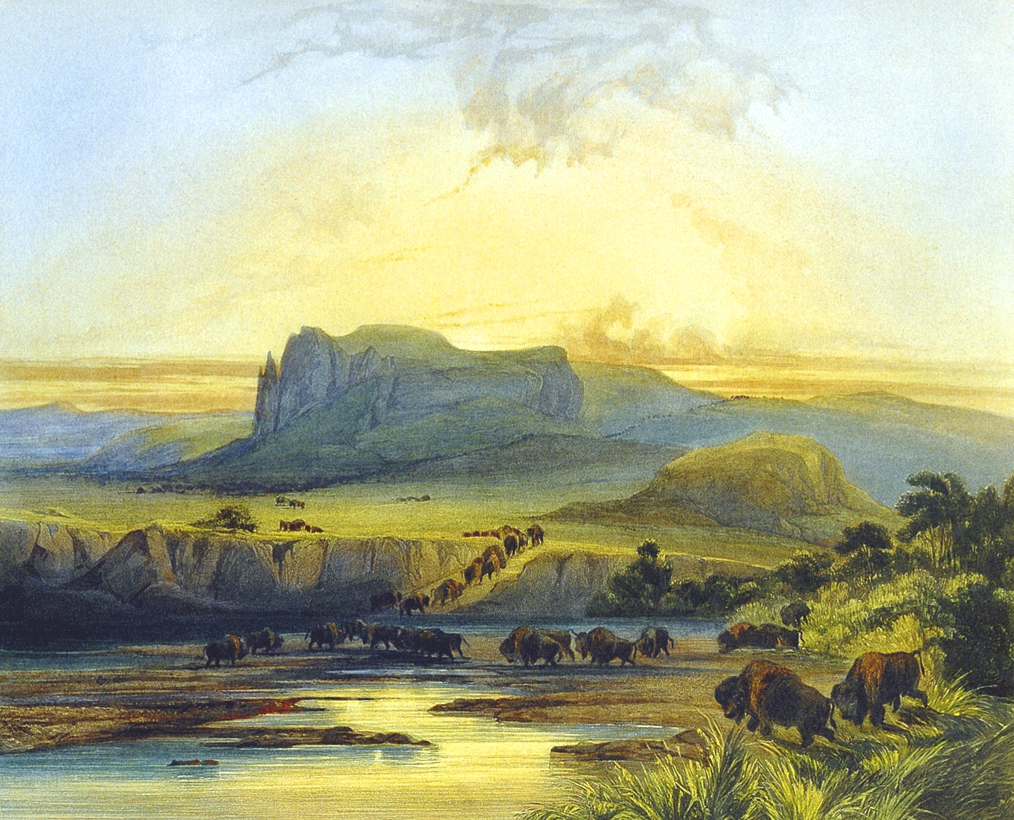
Das 40. Tableau verändert die Bildperspektive des Aquarells und rückt die Bisonherde in den Vordergrund. Durch die Betonung des Sonnenuntergangs weckt die Kolorierung romantische Empfindungen. Die Darstellung der Weite der amerikanischen Landschaft und der unberührten Natur prägte die europäische Vorstellung vom Wilden Westen mit.

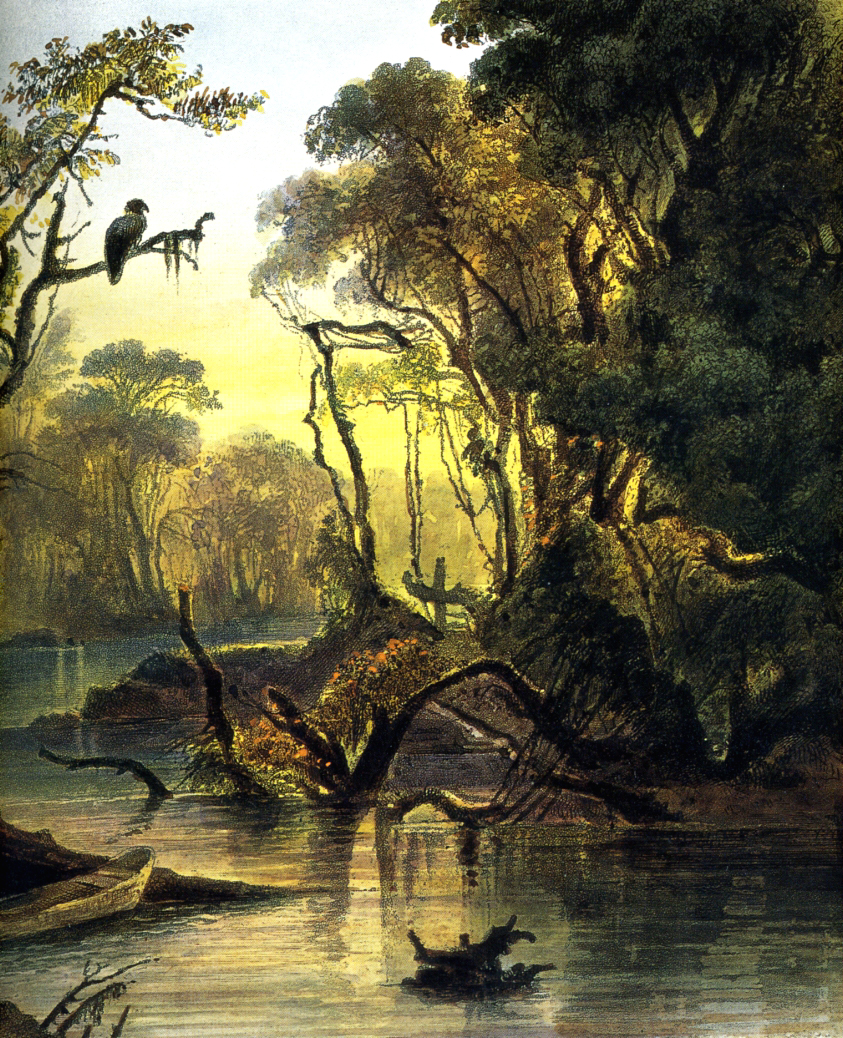
Der Wabash River bei New Harmony 1832–1833. Ausschnitt aus dem Tableau: «Cutoff River Arm des Wabash»

George A. Lucas, der aus Baltimore stammte, arbeitete Ende des 19. Jahrhunderts als Kunstagent in Paris. Er besuchte Karl Bodmer persönlich und nach dessen Tod einen seiner Söhne und kaufte Drucke und Zeichnungen für seine George A. Lucas collection, die auch ein Skizzenbuch von Karl Bodmer enthält. Am 26. April 1894 besichtigte er Bodmers Nachlass vor dem Verkauf; es ist jedoch nicht anzunehmen, dass er dort Werke ersteigerte, da sich in seiner Sammlung keine Bilder mit Auktionsstempel befinden. Die George A. Lucas collection kam vorübergehend in den Besitz des Maryland Institute und befindet sich jetzt im Baltimore Museum of Art. Die Sammlung enthält Skizzen von Bodmers Reise nach Amerika und Zeichnungen von Tieren und Landschaften aus der Umgebung von Barbizon.
Edward Everett Ayer (1841–1927), ein reicher Geschäftsmann aus Chicago, kaufte bei der Nachlassversteigerung am 27. und 28. April 1894 im Hotel Drouot in Paris 42 der 59 dort angebotenen Aquarelle, Zeichnungen, Skizzen, Kupferstiche und Lithografien von der Reise nach Amerika und fügte diese Bodmer collection in seine Ayer collection ein, die er 1911 der Newberry Library in Chicago stiftete. Die Bodmer collection trägt heute den Namen Newberry Library Bodmer Collection und enthält insgesamt 44 Werke von Karl Bodmer.
Beide Sammlungen besitzen ausschliesslich Werke aus Karl Bodmers privatem Besitz. Darunter sind Aquarelle, die er in seinem Pariser Atelier als Druckvorlage für die Tableaus anfertigte. Der Vergleich dieser Aquarelle mit den früheren Aquarellen und Skizzen zeigt, welche Veränderungen er auf Wunsch von Maximilian zu Wied-Neuwied für die Druckfassung vorgenommen hat.
Bodmers Werke und Druckplatten, die er Maximilian zu Wied-Neuwied überlassen musste, wurden im Schloss Neuwied aufbewahrt und gerieten in Vergessenheit. Stanley Pargellis, Leiter der Newberry Library, und der deutsche Wissenschaftler Dr. Joseph Röder sorgten für ihre Wiederentdeckung. Durch eine Wanderausstellung kamen 118 Aquarelle 1953–1955 nach Amerika und machten die Aquarelle dort bekannt.
Im Jahr 1959 erwarb die Kunsthandlung M Knoedler & Co aus New York die im Schloss Neuwied aufbewahrten gesamten Archivmaterialien sowie Karl Bodmers Kunstwerke und Druckplatten und stellte sie im Joslyn Art Museum in Omaha (Nebraska) aus. Im Jahr darauf kaufte die Northern Gas Company mit Sitz in Omaha die Sammlung für die Stiftung Inner North und übergab sie dem Joslyn Art Museum zuerst als Leihgabe und 1986 als Geschenk.
In dem Museumsbestand befinden sich seitdem 386 Zeichnungen und Aquarelle von Karl Bodmer, die Tagebücher und die Reisekorrespondenz von Maximilian zu Wied-Neuwied sowie weitere Dokumente wie Zeitungsausschnitte, Rechnungen, Einladungen und Landkarten. Die Tagebücher von Maximilian zu Wied-Neuwied werden ab 2008 in drei Bänden in englischer Übersetzung mit den dort enthaltenen Zeichnungen und Aquarellen von Maximilian zu Wied-Neuwied publiziert. Der erste Band mit den Tagebüchern von Mai 1832 bis April 1833 erschien 2008.
1989 gab das Joslyn Art Museum eine handkolorierte und auf 125 Exemplare limitierte Neuausgabe vom Bildatlas der Reise in das innere Nord-Amerika 1832–1834 heraus, die mit den Original-Druckplatten hergestellt wurde. In verschiedenen Buchveröffentlichungen hat das Museum gemeinsam mit der University of Nebraska Press Zeichnungen und Aquarelle aus dem Museumsbestand publiziert. 1984 erschien der Ausstellungskatalog Karl Bodmer’s America mit 359 Reproduktionen von Zeichnungen und Aquarellen, die Karl Bodmer während der Amerikareise angefertigt hatte. Nach dem Urteil von Hans Peter Treichler sind die Originalaquarelle in ihrer Spontaneität, aber auch in ihrer Farbgebung und Linienführung den späteren gestochenen Illustrationen künstlerisch überlegen.
1999 gründete das Joslyn Art Museum die Bodmer Society. Der exklusive Charakter dieser Bodmer Society zeigt sich daran, dass die Aufnahmegebühr 5.000,00 $ und der jährliche Mitgliedspreis 2.500,00 $ beträgt (Stand: 2008).
Karl Bodmers Illustrationen von Nordamerika gibt es in unterschiedlichen Farbgebungen, da sie von Hand koloriert wurden. Sie befinden sich heute nicht nur in den genannten Museen, sondern auch in The Whitney Gallery of Western Art im Buffalo Bill Historical Center in der Stadt Cody (Wyoming, USA), im Deutschen Ledermuseum in Offenbach, in dem Schweizer Nordamerika Native Museum NONAM in Zürich und in einigen anderen vorwiegend amerikanischen Museen. Seine europäischen Bilder finden sich in öffentlichen und privaten Sammlungen, beispielsweise im Mittelrhein-Museum Koblenz, im Mittelmosel-Museum Traben-Trarbach (mit 4 Original-Druckplatten), im Museum Georg Schäfer in Schweinfurt, im Stadtmuseum Simeonstift Trier, in Berlin, London, Zürich, Montpellier und Paris. Über den Kunsthandel werden viele Werke von ihm angeboten.
In Bodmers Nachlass fanden sich keine schriftlichen Aufzeichnungen. Es ist jedoch möglich, dass es ein Tagebuch mit Zeichnungen von Karl Bodmer gab, das verschollen ist. Hans Peter Treichler schreibt:
«Im Februar dieses Jahres [1947] sucht eine Frau mittleren Alters die öffentliche Bibliothek des Städtchens Montclair im Staat New Jersey auf und bittet um Auskunft über einen gewissen Karl Bodmer. In ihrer Familie gebe es ein handgeschriebenes Buch mit vielen Zeichnungen, das diesen Namen trage; eine Urgrossmutter mütterlicherseits habe es hinterlassen, diese wiederum habe es vom Maler erhalten, zum Lohn dafür, dass sie ihn während einer Krankheit gepflegt habe. Der Bibliothekar weiss keinen Rat, und die Frau verabschiedet sich, ohne Namen oder Adresse zu hinterlassen.» Als der Bibliothekar Monate später das im Jahr 1947 erschienene Buch Across the Wide Missouri von Bernard Augustine De Voto mit Bildern von Karl Bodmer ansah, erinnerte er sich an die Anfrage und versuchte erfolglos, die Frau über Radio, Fernsehen und Zeitungen zu erreichen. Möglicherweise lernte die Urgrossmutter Karl Bodmer Mitte September 1832 in Bethlehem (Pennsylvania) kennen, wo Karl Bodmer sich während einer Jagdexkursion durch das Zerspringen seines Gewehres schwer verwundet hatte, wie Maximilian zu Wied-Neuwied im 6. Kapitel seines Buches berichtet.

## Werk und Rezeption
Karl Bodmer hatte seine künstlerischen Wurzeln bei den sogenannten Schweizer Kleinmeistern des 18. Jahrhunderts und bei den Malern der deutschen Romantik. Die Begegnung mit der zeitgenössischen amerikanischen und französischen Malerei wurde für sein Spätwerk bedeutsam. Ein romantisch gefärbter Klassizismus führte zu einer Idealisierung der Darstellung und zu einer besonderen Lichtführung, die den Bildern ihre räumliche Plastizität und Tiefe verleiht.

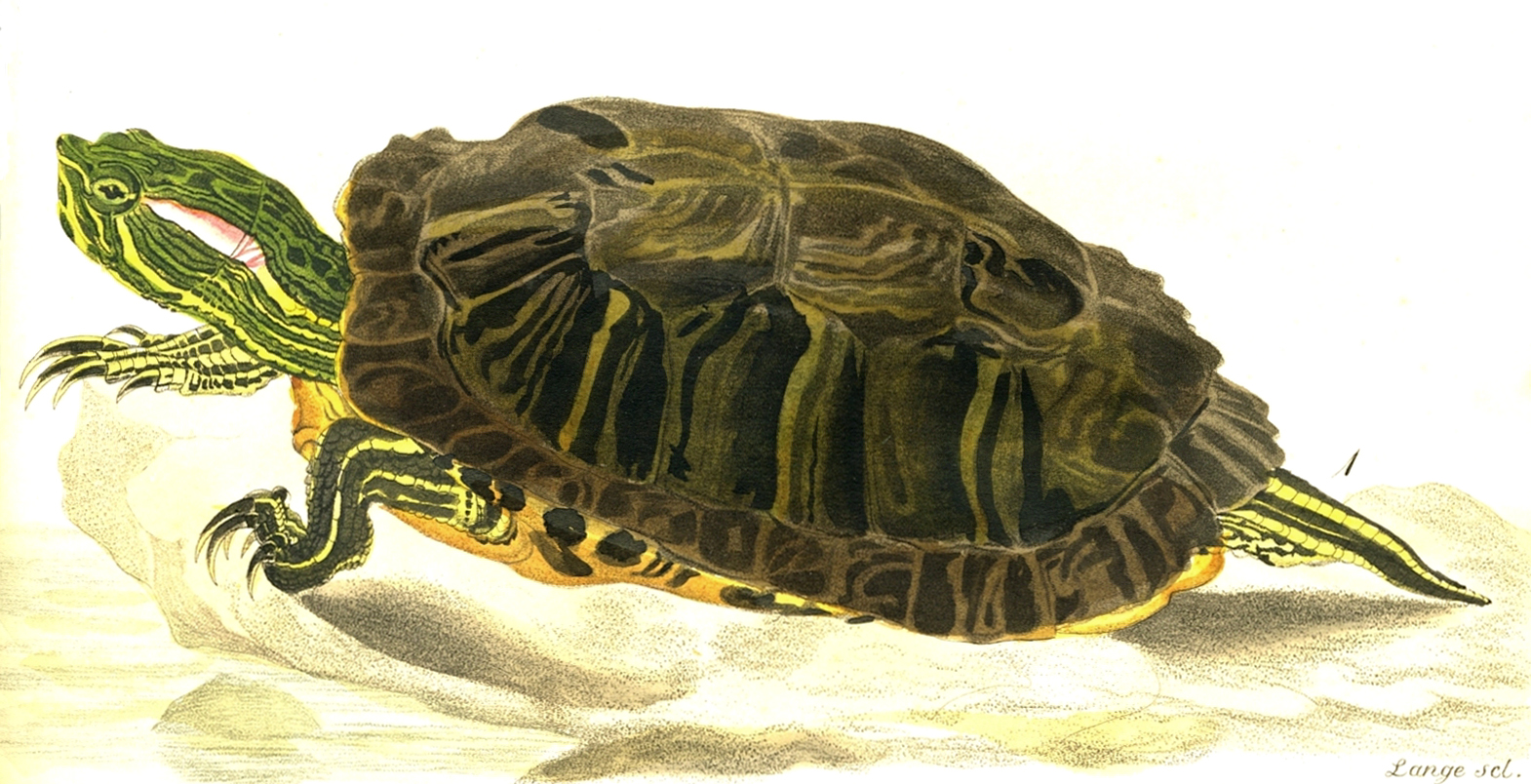
Diese wissenschaftliche Illustration wurde 1865 veröffentlicht und zeigt die nordamerikanische Rotwangen-Schmuckschildkröte (Trachemys scripta elegans), die von Maximilian zu Wied-Neuwied beschrieben wurde.

Maximilian zu Wied-Neuwied verlangte von ihm, dass er Land und Leute sowie Flora und Fauna mit größtmöglicher Genauigkeit im Bild dokumentiere. So wurde 1832 aus dem Schweizer Kleinmeister, der gelernt hatte, Veduten mit Personenstaffage zu schaffen, ein wissenschaftlicher Illustrator, der vor dem Siegeszug der Fotografie Zeichnungen und Aquarelle von solcher Genauigkeit fertigstellte, dass Bernard Augustine De Voto 1947 in seinem Buch Across the Wide Missouri schrieb:
„Diese Bilder haben die Trennschärfe und Selektivität medizinischer Zeichnungen, die anatomische oder chirurgische Gegebenheiten festhalten: Hier ermöglicht der Zeichenstift Klarheit, Nachdruck und Trennung von Teilen und Ebenen, welche die Kameralinse zu leisten ausserstande ist.“
Für Karl Bodmer war die Suche nach der Ursprünglichkeit der Natur wesentlich. Es war sein Verdienst, dass er Naturlandschaften als Biotope und Habitate darstellte. Sein Tableau mit der Bisonherde am oberen Missouri zeigt das ebenso wie die Radierung Der Wald von Fontainebleau.
In seiner Bildgestaltung war Karl Bodmer der Zeit weit voraus. Das zeigen sein impressionistisches Aquarell Waldansicht am Fluss Lehigh in Pennsylvania, sein expressionistisches Aquarell Pioch-Kiäiu und seine surrealistische Lithografie Junge Mädchen werden von Indianern überrascht.
Da er die amerikanischen Aquarelle Maximilian zu Wied-Neuwied übergeben musste, sind sie im deutschsprachigen Raum weder ausgestellt noch veröffentlicht worden. Trotz der fehlenden Wirkungsgeschichte zählen sie zu den bedeutenden Aquarellen des 19. Jahrhunderts.
Karl Bodmers Sohn Karl-Henry, der sich wie Karl Bodmer Charles nannte, übernahm die Bildauffassung des Vaters und führte als Maler und Fotograf dessen Werk weiter.

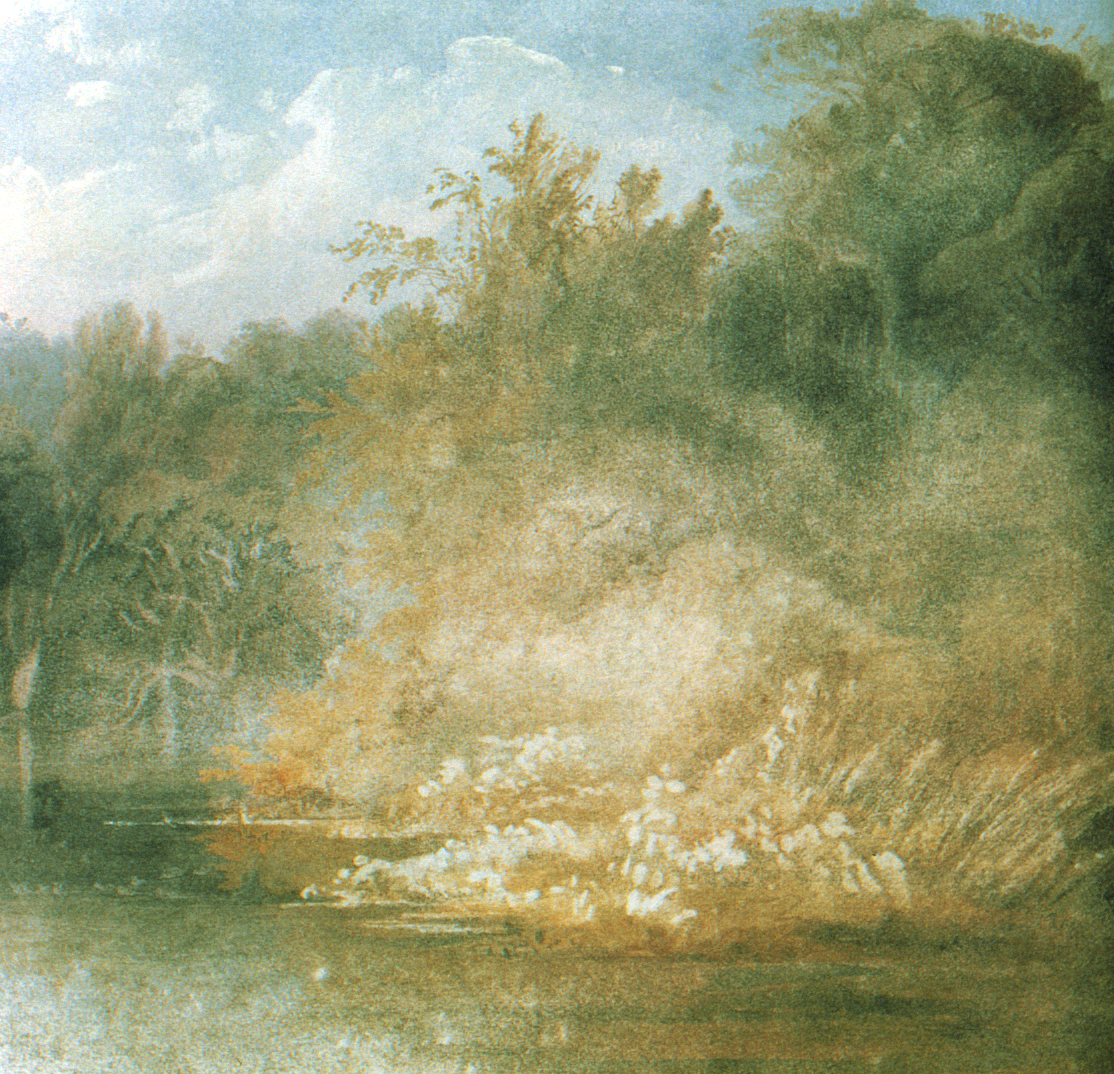
Waldansicht am Lehigh River in Pennsylvania. Detail eines Aquarells, 1832.

Nach dem Tod geriet Karl Bodmer als Aquarellist, Maler und Illustrator in Vergessenheit; die Bildwerke des Buches Reise in das innere Nord-Amerika in den Jahren 1832 bis 1834 blieben jedoch durch zahlreiche Nachdrucke, die oft nicht einmal seinen Namen tragen, immer präsent. Wegen seiner dokumentarischen und vorurteilsfreien Darstellung der Prärie-Indianer, ihrer Kultur und ihrer Lebenswelt gelang ihm eine wertvolle Dokumentation der untergegangenen Indianerkulturen in den Great Plains am Missouri. Das ist sein persönlicher Beitrag zum Weltkulturerbe der Menschheit. Bodmers Einfluss auf Karl May ist nicht belegbar. Die häufigen und oft anonymen Zitate seiner Bilder und ihre Umgestaltung in Fotografien, Werbeaufnahmen und Filmen verdichteten seine Bilder schliesslich zu visuellen Topoi im Bildervorrat der westlichen Zivilisationen.
Die Rezeption des Gesamtwerkes von Karl Bodmer hat im 20. Jahrhundert nur in den Vereinigten Staaten und in der Schweiz stattgefunden. Das zeigt sich schon daran, dass die vorhandenen Biografien nur in der Schweiz und in den Vereinigten Staaten entstanden sind. In Deutschland und Österreich steht die Rezeption noch aus. In den deutschsprachigen Werken über die Schule von Barbizon wird Karl Bodmer nur in einem Nebensatz oder in einer einzigen Fussnote erwähnt.
Für Forschungen ist der Standort Deutschland jedoch günstig. Das Werk Reise in das innere Nord-Amerika in den Jahren 1832 bis 1834 steht in der Originalausgabe in zahlreichen deutschen Bibliotheken. Auch manche deutschen Kupferstichkabinette (beispielsweise die Kunsthalle Hamburg) verfügen über Bildwerke, die in Barbizon entstanden sind.

## Ausstellungen

### Ausstellung aus Anlass des 200. Geburtstages von Karl Bodmer
Karl Bodmers Geburtsstadt Zürich ehrte ihn vom 8. Februar bis 8. November 2009 in dem Nordamerika Native Museum mit einer erfolgreichen Sonderausstellung, die von 14.251 Besuchern aufgesucht wurde.
Die Ausstellung mit dem Namen Karl Bodmer – ein Schweizer Künstler in Amerika zeigte sämtliche Drucke (zum Teil in verschiedenen Versionen) aus dem Werk Reise in das innere Nord-America in den Jahren 1832 bis 1834. Hinzu kamen wertvolle Exponate von dieser Amerikareise aus der Sammlung des Prinzen Maximilian zu Wied-Neuwied, die das Linden-Museum in Stuttgart und das Ethnologische Museum in Berlin als Leihgaben zur Verfügung stellten. Damit war dies eine der umfassendsten Ausstellungen zu Karl Bodmer, die in Europa gezeigt wurde. Der Kurator der Ausstellung war der Amerikanist und Bodmer-Spezialist Hartwig Isernhagen aus Basel. Es erschien ein Katalog, der die ausgestellten Bilder und Objekte behandelt und darüber hinausgehende, grundlegende Beiträge enthält.

### Biografien
- Hermann Alex. Müller: Biographisches Künstler-Lexikon, Verlag des Bibliographischen Instituts, Leipzig 1882, S. 61.
- Hans Vollmer: Bodmer, Karl. In: Ulrich Thieme, Felix Becker (Hrsg.): Allgemeines Lexikon der Bildenden Künstler von der Antike bis zur Gegenwart. Begründet von Ulrich Thieme und Felix Becker. Band 4: Bida–Brevoort. Wilhelm Engelmann, Leipzig 1910, S. 170 (Textarchiv – Internet Archive).
- Carl Brun: Bodmer, Karl. In: Carl Brun (Hrsg.): Schweizerisches Künstler-Lexikon. 1. Bd. A–G. Huber & Co, Frauenfeld 1905,  S. 159–161 (Digitalisat).
- Dictionnaire critique et documentaire des peintres, sculpteurs, dessinateurs et graveurs de tous les temps et de tous les pays. Nouvelle edition, Band 2,  Paris 1976, S. 108.
- Hans Läng: Der Indianer-Bodmer. Sammlung für Völkerkunde. Stiftung St. Galler Museen, St. Gallen 1992.
- Hans Läng: Indianer waren meine Freunde. Leben und Werk Karl Bodmers 1809–1893. Hallwag Verlag, Bern/Stuttgart 1976, ISBN 3-444-10198-8. 3. ergänzte Auflage: Knobel Art Collection, Zug 1993, ISBN 3-9520463-0-2
- Hans Läng: Karl Bodmer – Sein Leben und Werk. In: Prärie- und Plainsindianer. Die Reise in das innere Nord-America von Maximilian Prinz zu Wied und Karl Bodmer. Mit Werkverzeichnis. Verlag Hermann Schmidt, Mainz 1993, ISBN 3-87439-289-9, S. 61–89.
- Läng, Hans: Bodmer, Karl. In: Sikart
- Hans Peter Treichler: Karl Bodmer. In: Hans Peter Treichler: Die bewegliche Wildnis. Biedermeier und ferner Westen. Schweizer Verlaghaus AG, Zürich 1990, S. 109–246, ISBN 3-7263-6523-0
- Hans Wernher von Kittlitz: Bodmer, Karl. In: Allgemeines Künstlerlexikon. Die Bildenden Künstler aller Zeiten und Völker (AKL). Band 12, Saur, München u. a. 1995, ISBN 3-598-22752-3, S. 88–90. (mit Angabe von Museen, Ausstellungen und Literatur).
- William J. Orr: Karl Bodmer. The Artist’s Life. In: David C. Hunt, William J. Orr, W. H. Goetzmann (Hrsg.): Karl Bodmer’s America. Joslyn Art Museum, Omaha NE 1984, ISBN 0-8032-1185-6
- Bodmer, Karl. In: Biografisches Lexikon der Schweizer Kunst. Dictionnaire biographique de l'art suisse, Dizionario del'arte svizzerra. Zürich und Lausanne. Zürich 1998, ISBN 978-3-85823-673-9, S. ?.

### Werkverzeichnisse
Gesamtwerk
- Hans Läng: Indianer waren meine Freunde. Leben und Werk Karl Bodmers 1809–1893. S. 175–183. Hallwag Verlag, Bern/Stuttgart 1976, ISBN 3-444-10198-8

Drucke mit Motiven aus der Schweiz
- J. J. Meier: Die neuen Straßen durch den Kanton Graubünden, Zürich 1825
- Die Pantenbrücke im Kanton Glarus (nach Vorlage von Carl Bodmer) 1825
- F. S. Füssli: Promenade Pittoresque par les lieux les plus intéressants de la Suisse et des pays limitrophes composée de cinquante vues en miniature. Dessinées et cravées par C. Bodmer, S. Corrodi & R. Bodmer. Zürich 1828, 1829 und 1831
- S. Corrodi: Promenade pittoresque, Zürich 1835
- J. J. Meier: Souvenirs de St. Maurice, Zürich 1835

Drucke mit Motiven aus Deutschland
- Fr. Röhling (?) (Hrsg.): Panorama von Coblenz und seiner Umgegend. Aufgenommen von der Pfaffendorfer Höhe von Carl Bodmer, in aqua tinta geätzt von Rudolph Bodmer. Koblenz 1830. [Ab 1832 wahrscheinlich durch K. Baedeker herausgegeben]
- Jakob Hölscher (Hrsg.): Malerische Ansichten der Mosel von Trier bis Coblenz. Nach der Natur gezeichnet von C. Bodmer. In acqua tinta geätzt von R. Bodmer. 24 Blätter. J. Hölscher, Koblenz 1831
- Jakob Hölscher (Hrsg.): Malerische Ansichten der Mosel von Trier bis Coblenz. Nach der Natur gezeichnet von Carl Bodmer, in aquatinta geätzt von Rudolph Bodmer. Drei Lieferungen mit insgesamt 24 Blättern, Koblenz 1831
- Jakob Hölscher (Hrsg.): Das Moselthal von Trier bis Coblenz. In malerischen Ansichten, nach der Natur gezeichnet von C. Bodmer, in acqua tinta geätzt von R. Bodmer. 30 Blätter. Koblenz 1831–1833
- Karl Baedeker (Hrsg.): Panorama von Coblenz und seinen Umgebungen, aufgenommen auf der Pfaffendorfer Höhe von C. Bodmer, gestochen von Rudolf Bodmer. Coblenz (o. J.)
- Jakob Hölscher (Hrsg.): Malerische Ansicht von Nassau und Lahnstein. Gezeichnet von Carl Bodmer und gestochen von Rudolph Bodmer. Koblenz 1833
- Jakob Hölscher (Hrsg.): Panorama von Trier und dessen Umgebungen. Gezeichnet von Carl Bodmer und gestochen von Rudolph Bodmer, Koblenz 1833
- Jakob Hölscher (Hrsg.): Panorama von Trier und dessen Umgebungen nach der Natur gezeichnet nach C. Bodmer. Gestochen von R. Bodmer. Koblenz [1833]
- Jakob Hölscher (Hrsg.): Malerische Ansichten der Mosel in 30 Blättern, gezeichnet von Carl Bodmer und gestochen von Rudolph Bodmer, Hegy und anderen. Koblenz (o. J.)
- Jakob Hölscher (Hrsg.): Panorama von Trier und dessen Umgebungen, nach der Natur gezeichnet von Carl Bodmer, in Aquatinta von Rudolph Bodmer, coloriert oder in Gouache gemalt, 50 × 10 1/2 Zoll. Koblenz 1833/34
- Jakob Hölscher (Hrsg.): L. K. E. Seidler: Das Moselthal zwischen Coblenz und Trier, als Erläuterung zu den malerischen Ansichten [C. Bodmers 1831], nach der Natur gezeichnet von Carl Bodmer. in aqua tinta geätzt von Rudolph Bodmer. 30 Aquatintablätter. Koblenz 1836
- F. C. Eisen (Hrsg.): Rhein-Ansichten nach der Natur gezeichnet von Carl Bodmer, Hegi u. a. in vierzehn Blättern in drei Ausfertigungen. Köln (o. J.)
- Jakob Hölscher (Hrsg.): Malerische Ansichten des Rheines und der Lahn. Nach der Natur aufgenommen von Carl Bodmer, gestochen von den vorzüglichsten Künstlern Frankreichs und der Schweiz (R. Bodmer, Ruef, Salathé, Himely, Martin u. a.). Koblenz 1836/37
- F. C. Eisen (Hrsg.): Sechs Ansichten vom Rhein, nach der Natur von Karl Bodmer, gestochen von Rudolf Bodmer. Köln 1837
- Jakob Hölscher (Hrsg.): Koblenz und seine Umgebungen in acht treu nach der Natur aufgenommenen Blättern von Carl Bodmer und Siegmund. In Aquatinta gestochen von Rudolph Bodmer, Martens und Vogel. Koblenz (o. J.)
- Jakob Hölscher (Hrsg.): Malerische Ansichten der Mosel in 30 Blättern, gezeichnet von Carl Bodmer und gestoßen von Rudolph Bodmer, Hegy und Anderen. Koblenz (o. J.)
- Jakob Hölscher (Hrsg.): Malerische Ansichten von Coblenz und dessen Umgebungen. In acht treu nach der Natur aufgenommenen Blättern von Carl Bodmer und Siegmund, in aquatinta gestochen von Rudolph Bodmer, Martres und Vogler. Koblenz 1839
- Othmar Metzger: Rudolf und Karl Bodmers Tätigkeit im Rheinland (1832–1841). In: Jahrbuch für Geschichte und Kunst des Mittelrheins und seiner Nachbargebiete 12/13, Neuwied [1962], S. 71–77.
- Hans Läng: Indianer waren meine Freunde. Leben und Werk Karl Bodmers 1809–1893 [Darin auch Einzelheiten zu Rudolf Bodmer], Bern, Stuttgart 1976, ISBN 978-3-9520463-0-2
- Willy Leson (Hrsg.): Romantische Reise durch das Moseltal. Von Koblenz bis Trier. Mit Graphiken von Carl Bodmer und Texten von Johann August Klein und Christian von Stramberg. [Mit den Stechern Rudolf Bodmer, F. Hegi, G. L. v. Kress, Martens und Ruff] Köln 1978, ISBN 978-3-7616-0422-9
- Wilhelm Engelmann (Hrsg.): Bibliotheca geographica. Verzeichniss der seit der Mitte des 18. Jahrhunderts bis zu Ende des Jahres 1856 in Deutschland erschienenen Werke über Geographie und Reisen mit Einschluss der Landkarten, Pläne und Ansichten. 2. Hälfte: Specieller Theil (Seiten 390, 681f, 822f, 826, 988.). Erschienen 1857 und 1965 (Nachdruck der Ausgabe von 1857, Meridian Publ., Amsterdam).
- Othmar Metzger: Rudolf und Karl Bodmers Tätigkeit im Rheinland (1832–1841). In: Jahrbuch für Geschichte und Kunst des Mittelrheins und seiner Nachbargebiete. Bd. 12/13, 1960. Raiffeisendr., Neuwied Rh. 1962, S. 71–77. (Dieser Aufsatz erfasst nur einen Teil der deutschen Drucke. Die Angaben in der Wikipedia sind vollständiger)
- Adolf Nitsch: Wie kommt ein kleines Bild in ein großes Institut? Burg Stahleck auf einem Aquarell von Karl Bodmer. In: Rheinische Heimatpflege 38, 2001, S. 46–47.
- Elisabeth Heitger: Die Koblenzer Maler und ihre Werke in der 1. H. des 19. Jahrhunderts. Bonn 1982, S. ?.
- W. Reiniger / I. Faust: Bingen am Rhein – Bilder einer alten Stadt – Katalog der Holzschnitte, Kupfer- und Stahlstiche und der Lithographien. Bad Kreuznach 1994
- Michael Schmitt: Die illustrierten Rhein-Beschreibungen. Dokumentation der Werke und Ansichten von der Romantik bis zum Ende des 19. Jahrhunderts. (= Städteforschung Reihe C Quellen, Bd. 7), Köln, Weimar, Wien 1996, S. ?.
- Otto von Czarnowski (Text): Mit Carl Bodmer von Trier nach Koblenz. Eine Moselreise um das Jahr 1830 (Aquatinten von R. Bodmer, G. L. von Kress, Franz Hegi und Ruff). Rhein-Mosel-Verlag, Alf / Mosel 2006, ISBN 978-3-89801-033-7
- Wolfgang Lambertz: Carl Bodmer-Ein Schweizer Maler entdeckt die Mosel- [Darin auch Einzelheiten zu Rudolf Bodmer]. In: Wolfgang Lambertz (Hrsg.): Malerische Mosel – Gemälde und Druckgrafik aus 100 Jahren – Bernkastel-Kues und Cochem. Zell (Mosel), 2007, S. 8–12, mit vier Farb-Abb. [Kleiner Farbkatalog mit Werken diverser Künstler, erschienen zur Ausstellung vom 14. bis 29. Juni 2007 in Cochem/Mosel]
- Alexander Thon, Stefan Ulrich: Von den Schauern der Vorwelt umweht…. Burgen und Schlösser an der Mosel, [Darin auch mehrere Aquatinta-Stiche von Rudolf Bodmer nach Zeichnungen von Carl Bodmer], Schnell & Steiner, Regensburg 2007, ISBN 978-3-7954-1926-4

Drucke mit Motiven aus den USA
- David C. Hunt, William J. Orr, W. H. Goetzmann (red.): Karl Bodmer’s America. Joslyn Art Museum, Omaha (Nebraska) 1984.
- John C. Ewers: Views of vanishing frontier. Joslyn Art Museum, Omaha (Nebraska) 1984 + 1985
- Marsha V. Gallagher: Karl Bodmer’s eastern views. Joslyn Art Museum, Omaha (Nebraska) 1996
- W. Raymond Wood, Joseph C. Porter, David C. Hunt: Karl Bodmer’s studio art: The Newberry Library Bodmer Collection. University of Illinois Press. Urbana and Chicago 2002.L
- Brandon K. Ruud (Hrsg.): Karl Bodmer’s North American Prints. Joslyn Art Museum, Omaha Ne 2004, ISBN 0-8032-1326-3 (enthält eine Einführung von Ron Tyler über Karl Bodmer und den amerikanischen Westen, einen Überblick von Brandon K. Ruud über die Entstehung der nordamerikanischen Drucke, einen illustrierten Katalog der Tableaus und Vignetten in ihren verschiedenen Fassungen, eine Synopse der Aquarelle, Zeichnungen und Drucke mit identischen Motiven, ein Verzeichnis späterer Drucke nach Bodmers Vorlagen und ein Verzeichnis des Spätwerkes in Barbizon)
- Nordamerika Native Museum Zürich (Karin Isernhagen): Karl Bodmer. A Swiss Artist in America 1809–1893. Ein Schweizer Künstler in Amerika. Scheidegger & Spiess, Zürich 2009. ISBN 978-3-85881-236-0 (Text: deutsch und englisch. Mit einer Bibliografie und mit Abbildungen aller Tableaus und Vignetten aus dem NONAM, Nordamerika Native Museum – Indianer und Inuit Kulturen in Zürich).

Drucke mit Motiven aus Barbizon
- Henri Beraldi: Les graveurs du XIXe siécle. Guide de l’amateur d’estampes modernes, Band 2; Librarie L. Conquet, Paris 1885, S. 137–143. (Digitalisat, dieses französische Werkverzeichnis nennt die Drucke, die Karl Bodmer in Frankreich veröffentlichte)
- Philip Gilbert Hamerton: The Portfolio, Vol. 1–2. Mit Illustrationen von Karl Bodmer. London 1870.
- Philip Gilbert Hamerton: Chapters on Animals. Mit 20 Illustrationen von J. Veygrassat und Karl Bodmer. Boston, Roberts Brothers, 1977.

### Reise in das innere Nord-America in den Jahren 1832 bis 1834
Deutsche Erstausgaben

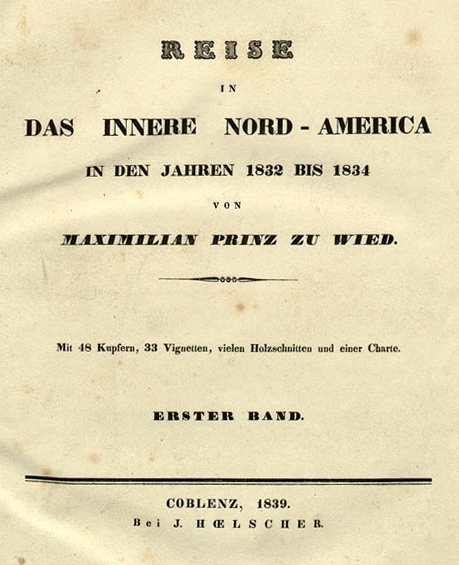
Titelblatt des 1. Bandes von Reise in das innere Nord-America in den Jahren 1832 bis 1834.

- Maximilian zu Wied-Neuwied: Reise in das innere Nord-America in den Jahren 1832 bis 1834, 2 Textbände und 1 Bildatlas mit Illustrationen von Karl Bodmer, J. Hölscher, Koblenz 1839–1841.
- Maximilian zu Wied-Neuwied: Nord-America in Bildern, 1846. Eine zweite Auflage wurde 1851 begonnen, aber wahrscheinlich nicht fertiggestellt. Das Werk enthält ausgewählte Bilder aus dem Bildatlas mit Bilderläuterungen von Maximilian zu Wied-Neuwied.
- Maximilian zu Wied-Neuwied: Verzeichnis der auf meiner Reise in Nord-America beobachteten Säugethiere. Berlin, 1862.
- Maximilian zu Wied-Neuwied: Verzeichnis der Reptilien welche auf einer Reise im nördlichen America beobachtet wurden. Nova Acta Academiae Caesareae Leopoldinae Nat. Cur. 32, I, 8, E.Blochmann&Sohn, Dresden 1865 (Mit 7 handkolorierten Illustrationen von Karl Bodmer von Schildkröten und zwei Salamandern. Auch separat veröffentlicht: Frommann, Jena.)

Französische Erstausgabe
- Maximilian zu Wied-Neuwied: Voyage dans l’interieur de L’Amérique du Nord exécuté pendant les années 1832, 1833 et 1834. Arthus-Bertrand, Paris 1840–1843.

Englische Erstausgabe
- Maximilian zu Wied-Neuwied: Maximilian Prince of Wied’s Travels in the Interior of North America, during the years 1832–1834; Übersetzung von H. Evans Lloyd; Achermann & Comp., London 1843–1844. (Auszüge daraus erschienen 1906 als fotomechanisches Faksimile mit Halbtonbildern in Early Western Travels, 1748–1848, Bände 22–25, von Reuben Gold Thwaites, Arthur H. Clark Company, Cleveland-Ohio. Neuausgabe: Reuben Gold Thwaites: Early Western Travels, 1748–1846. AMS Press, New York 1966.)

Reprints von Karl Bodmers Originalplatten
- Leipziger Edition: Ausgabe unkolorierter Drucke von den Originalplatten des Bildatlas im Verlag Schmidt und Guenther, Leipzig 1921–1922, unter dem Serientitel Reprints of Rare Americana.
- Alecto Historical Editions: Limited Edition Prints. London 1989–1993. Handkolorierte und auf 125 Exemplare limitierte Neuausgabe der Tableaus und Vignetten unter Verwendung der Original-Druckplatten von Karl Bodmer unter dem Namen Bodmers America.[22] Die Kolorierung weicht von der verhaltenen Kolorierung der Originale, die Karl Bodmer mit seinem Blindstempel autorisierte, ab und ist von einer stärkeren Farbigkeit bestimmt.

Handkolorierte Drucke von neuen Bildplatten
- Auf 50 Exemplare limitierte Collection: Karl Bodmer Images, handkolorierte Ausgabe für «Original Journals of the Lewis and Clark Expedition» (13 Bände), Hg. Reuben Gold Thwaites, Dodd, Mead & Company, New York 1904–1905; hier 29 Abb. auf 2 Websites
- Maximilian zu Wied-Neuwied: Verzeichnis der Reptilien welche auf einer Reise im nördlichen America beobachtet wurden. Bibliomania, Salt Lake City 2006, ISBN 1-932871-04-7, ISBN 1-932871-03-9

Fotomechanische Nachdrucke
- Indianer: Faksimiles zu Maximilian zu Wied-Neuwied: Reise in das innere Nord-Amerika 1832–1834. Unveränderter fotomechanischer Nachdruck von zwei Textbänden, Vignetten und Bildtafeln. Zentralantiquariat Leipzig 1968
- Maximilian zu Wied-Neuwied: Reise in das innere Nord-Amerika 1832–1834. Reprint mit zwei Textbänden, Vignettenband und Tafelmappe. Verlag L. Borowsky, München 1979 (vollständige Ausgabe)
- Walter Hansen: Die Reise des Prinzen Wied zu den Indianern. Verlag W. Ludwig, Pfaffenhofen-Ilm 1977 (gekürzt zu einer fortlaufenden und gut lesbaren Textfassung mit Schwarzweissfotografien)
- Maximilian zu Wied-Neuwied: Reise in das innere Nord-Amerika 1832–1834. Reprint der Tableaus und Vignetten in guter Farbdruckqualität mit sehr stark gekürztem Text, preiswert. Taschen, Köln 2001
- Maximilian zu Wied-Neuwied: Verzeichnis der Reptilien welche auf einer Reise im nördlichen America beobachtet wurden. Bibliomania!, Salt Lake City ca. 2006. ISBN 1-932871-04-7 (gebunden), ISBN 1-932871-03-9 (ungebunden)
- Reuben Gold Thwaites: Early Western Travels, 1748–1846 (vol. 22–25), Arthur H. Clark Compagny, Cleveland-Ohio 1906
- Reuben Gold Thwaites: Early Western Travels, 1748–1846. AMS Press, New York 1966

Amerikanische Erstausgaben der Skizzen und Aquarelle
Sammlung im Joslyn Art Museum
- David C. Hunt, William J. Orr, W. H. Goetzmann (Hrsg.): Karl Bodmer’s America. Mit einer Biografie von William J. Orr: Karl Bodmer. The Artist’s Life. und der Erstveröffentlichung von Bodmers amerikanischen Skizzen und Aquarellen im Joslyn Art Museum in bester Qualität. Joslyn Art Museum, Omaha Ne 1984, ISBN 0-8032-1185-6
- John C.Ewers: Views of vanishing frontier. Joslyn Art Museum, Omaha Ne 1984, 1985, ISBN 0-936364-12-2
- Marsha V. Gallagher: Karl Bodmer’s eastern views. Joslyn Art Museum, Omaha Ne 1996, ISBN 0-936364-26-2

Karl Bodmers Nordamerikanische Drucke
Sammlung im Joslyn Art Museum
- Brandon K. Ruud (Hrsg.): Karl Bodmer's North American Prints. Abbildungen der Drucke und Essays von Ron Tyler und Brandon K. Ruud. Vorwort von J. Brooks Joyner. Joslyn Art Museum, Omaha, Nebraska in Zusammenarbeit mit der University of Nebraska Press, Lincoln und London, 2004. ISBN 0-8032-1326-3

Sammlung in der Newberry Library Bodmer Collection in Chicago
- W. Raymond Wood, Joseph C. Porter, David C. Hunt: Karl Bodmer’s studio art. The Newberry Library Bodmer Collection. University of Illinois Press, Urbana/Chicago 2002, ISBN 0-252-02756-6

Reisetagebücher von Maximilian zu Wied-Neuwied in englischer Übersetzung
- Stephen S. Witte, Marsha V. Gallagher (Hrsg.): The North American Journals of Prince Maximilian of Wied. Volume 1: May 1832 – April 1833. Joslyn Art Museum, Omaha (Nebraska) 2008. (Englische Übersetzung mit den Zeichnungen und Aquarellen der Tagebücher.)
- Stephen S. Witte, Marsha V. Gallagher (Hrsg.): The North American Journals of Prince Maximilian of Wied. Volume 2: April – September 1833. Joslyn Art Museum, Omaha (Nebraska) 2010. (Englische Übersetzung mit den Zeichnungen und Aquarellen der Tagebücher.)
- Stephen S. Witte, Marsha V. Gallagher (Hrsg.): The North American Journals of Prince Maximilian of Wied. Volume 3: September 1833 – August 1834. Joslyn Art Museum, Omaha (Nebraska) 2012. (Englische Übersetzung von William J. Orr, Paul Schach und Dieter Karch mit den Zeichnungen und Aquarellen der Tagebücher. Vorwort von John Wilson.)

Die Berliner und Stuttgarter Nordamerikasammlung von Maximilian zu Wied-Neuwied
- Nordamerika Native Museum Zürich: Karl Bodmer. A Swiss Artist in America 1809–1893. Ein Schweizer Künstler in Amerika. Scheidegger & Spiess, Zürich 2009. ISBN 978-3-85881-236-0 (Text: deutsch und englisch. Mit einer Bibliografie und mit Abbildungen aller Tableaus und Vignetten aus dem NONAM, Nordamerika Native Museum – Indianer und Inuit Kulturen in Zürich.).

### Reise in das Innere Nordamerikas 176 Jahre nach Karl Bodmers und Maximilian zu Wied-Neuwieds Reise
Ulrich und Elke Schmotz fuhren 176 Jahre nach der Reise von Karl Bodmer und Maximilian zu Wied-Neuwied auf den Tag genau auf deren Route von Boston nach Fort McKenzie. Sie waren 176 Jahre nach ihnen an den gleichen Tagen an den gleichen Standorten, an denen Karl Bodmer seine Aquarelle gemalt und Maximilian zu Wied-Neuwied seine Tagebucheintragungen aufgezeichnet hat:
- Ulrich Schmotz: Dead End. Reise in das Innere Nordamerikas. traveldiary.de Reiseliteratur-Verlag, Hamburg 2013. ISBN 978-3-944365-22-0
- Ulrich Schmotz: Dead End – Reise in das Innere Nordamerikas Tagebuch von Ulrich Schmotz mit Reisebericht (Beginn in der Gegenwart)

## Film und Video
- Film: Bodmers Reise:

Die Jahre 1833 und 1834, in denen Bodmer mit dem deutschen Naturforscher und Ethnologen Prinz Maximilian zu Wied den Missouri hinauffuhr, sind das Thema des Films Bodmers Reise. Der Schweizer Filmemacher Luke Gasser hat diesen Film 2010 als dokumentarisches Essay gedreht. Der Film mit 105 Minuten Laufzeit ist in einer Art Roadmovie angelegt und mit Reenactments gestaltet.
- Video: Ein Prinz unter Indianern. Die Reisen des Maximilian zu Wied. Ein Prinz unter Indianern (Video)

Die Erstausstrahlung des von Terra X hergestellten Filmes war im ZDF am 12. März 2017 um 19.30 Uhr. Das in Deutschland 2017 hergestellte 93 Minuten lange Video ist bis zum 11. März 2027, 19.30 Uhr, im Internet abrufbar.